# Karoly Grosz (il·lustrador)
Karoly Grosz (US: /ˈkɑːˌrɔɪ ˈɡroʊs/, KAH-roy GROHSS; Hongarès: [ˈkaːroj ˈɡroːs] ; c. 1896–després de 1938) va ser un il·lustrador hongarès-nord-americà de cartells de pel·lícules de l'època clàssica de Hollywood. Com a director d'art a Universal Pictures durant la major part dels anys 30, Grosz va supervisar les campanyes publicitàries de la companyia i va contribuir amb centenars de les seves pròpies il·lustracions. És especialment reconegut pels seus cartells dramàtics i acolorits per a pel·lícules clàssiques de terror. Els pòsters més coneguts de Grosz anunciaven les primeres pel·lícules de Monstres clàssics universals com Dràcula (1931), Frankenstein (1931), The Mummy (1932), L'Home Invisible (1933) i La núvia de Frankenstein (1935). Més enllà del gènere de terror, els seus altres dissenys destacats inclouen pòsters per a la pel·lícula èpica de guerra All Quiet on the Western Front (1930) i la comèdia d'esbossos My Man Godfrey (1936).
Les còpies litografias originals del seu cartellisme són escasses i molt valorades pels col·leccionistes. Dos pòsters il·lustrats per Grosz —anuncis de Frankenstein i The Mummy, respectivament— van establir el rècord de subhasta del cartell de pel·lícula més car del món. Aquest últim va mantenir el rècord durant gairebé 20 anys i, en el moment de la seva venda el 1997, podria haver estat la impressió d'art més cara de qualsevol tipus, incloent altres formes d'art comercial així com belles arts. El lloc web de referència LearnAboutMoviePosters (LAMP) es va assenyalar que, a partir d'agost de 2016, Grosz apareixia més que qualsevol altre artista a la seva llista completa de pòsters de pel·lícules vintage venuts per almenys 20.000 dòlars.
Malgrat el creixement de la valoració i el protagonisme de la seva obra d'art, es coneix molt poca informació biogràfica sobre Grosz. Va néixer a Hongria al voltant de 1896, va emigrar als Estats Units el 1901, es va naturalitzar ciutadà nord-americà, va viure a Nova York i va treballar en publicitat cinematogràfica entre 1920 i 1938 aproximadament. Només se li ha atribuït una petita part de la seva producció artística, cosa que reflecteix l'anonimat estàndard dels primers cartellistes de cinema nord-americans.

## Vida i obra

### Vida personal
Poc se sap de la vida de Grosz, com passa amb molts dels primers cartellistes. Els detalls de la seva biografia s'han mantingut obscurs fins i tot després que les seves il·lustracions esdevinguessin algunes de les més valuoses en la col·lecció de cartells de pel·lícules.
En un apèndix del llibre Reel Art de 1988 que proporciona informació biogràfica d'artistes de cartells, el lloc de naixement de Grosz es va indicar com a Hongria, però les seves dates de naixement i mort eren desconegudes. Segons els registres del cens federal i estatal de Nova York datats el 1925 i el 1930, Grosz va néixer a Hongria al voltant de 1896, va emigrar als Estats Units el 1901, era un ciutadà nacionalitzat i parlava ídix. Es va casar amb Bertha Grosz al voltant de 1917 i van tenir dos fills el 1930.
De vegades se l'anomenava "Carl" o "Karl" Grosz. Va canviar legalment el seu nom a Carl Grosz Karoly l'agost de 1937.

### Carrera inicial

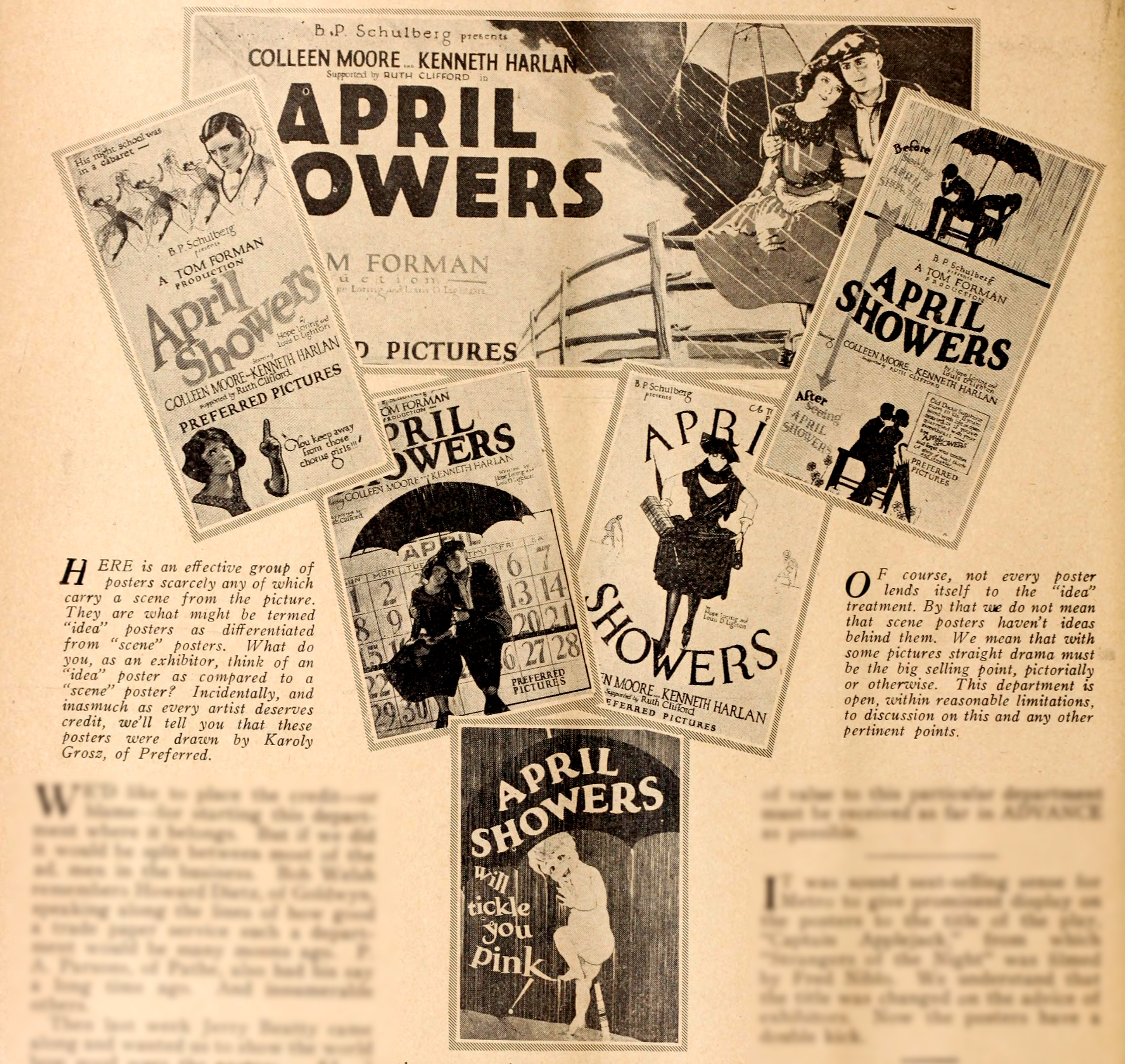
El primer cartell de Grosz per a la pel·lícula April Showers, reproduït a la revista The Moving Picture World.

Grosz va començar a treballar en la publicitat cinematogràfica ja l'any 1920, quan un diari de la indústria el va descriure com un empleat de Selznick Pictures del productor Lewis J. Selznick, que treballava en la titulació d'art als estudis de la companyia a Fort Lee, Nova Jersey. El 1921, va figurar com a membre de l'organització professional de Nova York Associated Motion Picture Advertisers i un empleat d'Associated Producers. El 1923, va dirigir els departaments d'art publicitari tant de Preferred Pictures com de la companyia del productor Al Lichtman.
Com a pintor, Grosz va tendir a treballar amb oli i aquarel·la, i va ser influenciat per una sèrie de moviments que van anar de l'expressionisme a l'art déco. Els seus pòsters per a la pel·lícula muda April Showers de 1923 es van considerar novedosa per a l'època perquè els dissenys emfatitzaven una "idea" o un tema visual, en lloc de representacions literals d'escenes que un espectador podria esperar veure a la pel·lícula. El mateix any se li va atribuir una pantalla de la mida d'una cartellera per al western silenciós The Virginian, la segona adaptació de la novel·la homònima d'Owen Wister de 1902.

### Carrera a Universal Pictures
Grosz va començar a treballar al departament d'art d'Universal a Nova York a mitjans de la dècada de 1920. El 1930, ell i Philip Cochrane havien estat nomenats directors d'art publicitari pel primer director de publicitat de la companyia (i germà de Philip), Robert Cochrane. A Grosz i Cochrane se'ls atribueix l'alta qualitat artística general de la publicitat d'Universal durant la dècada de 1930. Imatges com el cartell teaser de Grosz per a Frankenstein van presentar al públic en general els personatges ara coneguts de les primeres pel·lícules de terror d'Universal. Al costat de l'art de temàtica de terror, el mandat de Grosz a Universal es va distingir per "un treball de cartells viu i dramàtic per igualar el prestigi i els guanys" de pel·lícules com l'èpica de la Primera Guerra Mundial All Quiet on the Western Front. (1930) i la primera comèdia screwball My Man Godfrey (1936).
Els dissenys de cartells de Grosz es van exportar als mercats internacionals, de vegades amb modificacions o variacions. Al Regne Unit, els seus cartells per a pel·lícules de terror es van considerar tan escandalosos i estridents que el 1932 la British Board of Film Censors va introduir regulacions més estrictes de contingut per a les mostres publicitàries en llocs públics.
Grosz també va fer contribucions a l'aspecte de les mateixes pel·lícules d'Universal. Sobretot, el seu art conceptual per al monstre de Frankenstein, que suggeria un aspecte més mecànic o robòtic, va servir com a font dels cargols d'acer al coll del monstre. Un detall relativament menor, els cargols del coll són ara un element visual icònic que està estretament associat amb el monstre, especialment la versió d'Universal. Tot i que el maquillador Jack Pierce es va adjudicar el mèrit a les entrevistes dels parabolts del coll del monstre, el crític i historiador de cinema argentino-canadenc Alberto Manguel va rebutjar l'afirmació de Pierce, trobant que l'art conceptual de Grosz era anterior.[note 3]
Cochrane va deixar Universal el 1937, mentre que Grosz podria haver continuat treballant allà fins al 1938. Després de les seves sortides, el cartellisme d'Universal de finals dels anys 30 i principis dels 40 va entrar en un declivi marcat per un canvi d'il·lustracions vívides a reproduccions fotogràfiques mundanes. La qualitat del cartell d'Universal va tornar a millorar després que Maurice Kallis fos reclutat de Paramount Pictures per exercir de director d'art.

## Llista de cartells de pel·lícules i altres arts atribuïts
Es creu que Grosz va contribuir amb centenars d'il·lustracions a Universal entre finals de la dècada de 1920 i finals de la dècada de 1930. Sovint se li atribueix, almenys parcialment, la majoria dels pòsters d'Universal produïts mentre era cap del departament d'art, fins i tot per als pòsters que potser no hagués il·lustrat necessàriament ell mateix, perquè la seva posició atribuïa la responsabilitat de la direcció artística general de campanyes publicitàries del distribuïdor. Determinar l'autoria dels pòsters de pel·lícules d'època és intrínsecament difícil, però, a causa de la naturalesa generalment anònima de l'obra, especialment als Estats Units. La targeta de la finestra de Grosz per Murders in the Rue Morgue és un rar exemple d'un cartell de pel·lícula nord-americana de l'època signat per l'artista.

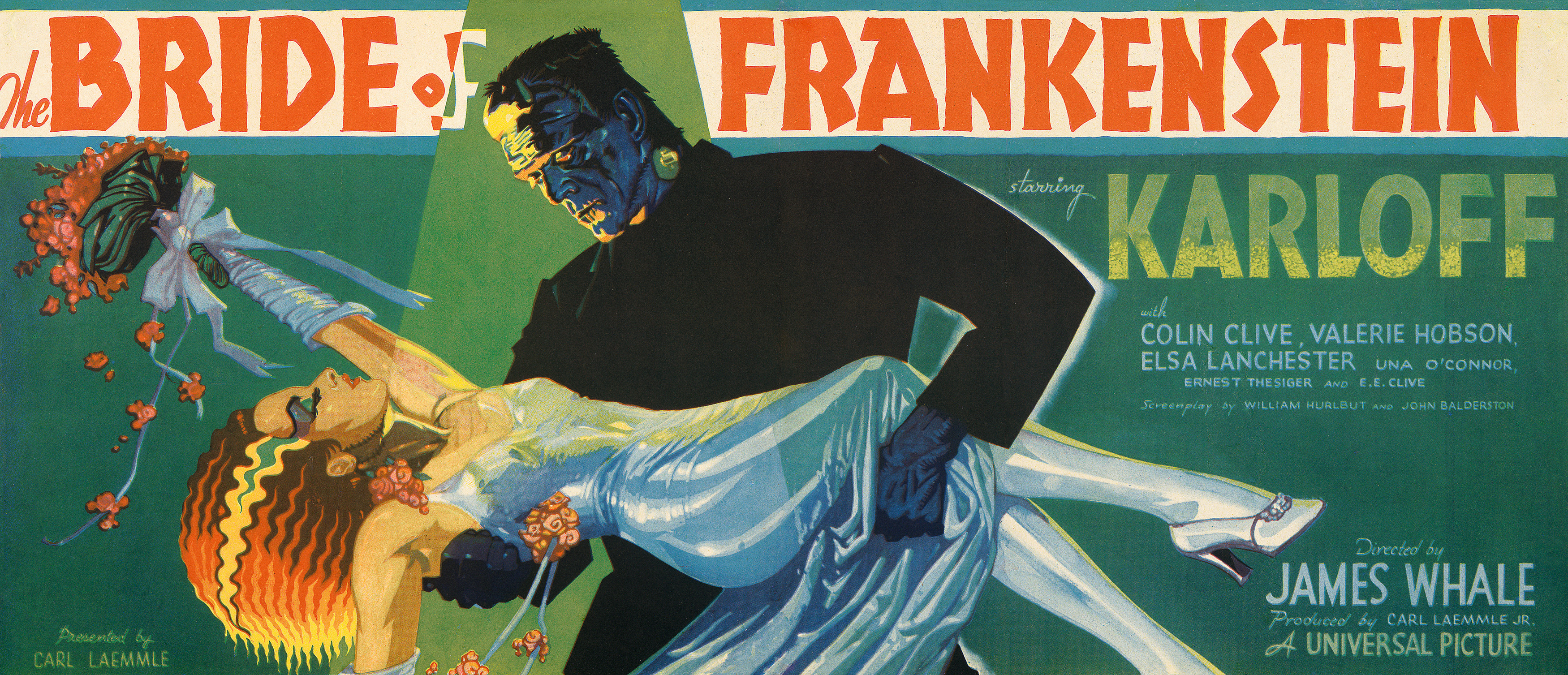
La núvia de Frankenstein, "Estil B" 24 fulls il·lustrats per Grosz. Els historiadors del cinema Stephen Rebello i Richard C. Allen van aclamar el cartell com "un esforç màxim entre molts" per al departament d'art d'Universal durant el mandat de Grosz com a director d'art.

La llista següent inclou pel·lícules amb il·lustracions de pòsters, direcció artística de campanyes publicitàries o altres obres d'art que s'han atribuït específicament a Grosz en una font secundària. La galeria següent inclou dissenys individuals que se li atribueixen.
| Data | Data                   | Títol de la pel·lícula         | Estudi             | Ref.   |
| Any  | Estrena o alliberament | Títol de la pel·lícula         | Estudi             | Ref.   |
| ---- | ---------------------- | ------------------------------ | ------------------ | ------ |
| 1923 | 30 de setembre de 1923 | The Virginian                  | Preferred Pictures | [ 13 ] |
| 1923 | 10 de desembre de 1923 | April Showers                  | Preferred Pictures | [ 6 ]  |
| 1927 | 4 de novembre de 1927  | Uncle Tom's Cabin[note 4]      | Universal Pictures | [ 27 ] |
| 1930 | 21 d'abril de 1930     | All Quiet on the Western Front | Universal Pictures | [ 28 ] |
| 1931 | 12 de febrer de 1931   | Dracula                        | Universal Pictures | [ 29 ] |
| 1931 | 21 de novembre de 1931 | Frankenstein                   | Universal Pictures | [ 30 ] |
| 1932 | 21 de febrer de 1932   | Murders in the Rue Morgue      | Universal Pictures | [ 31 ] |
| 1932 | 20 d'octubre de 1932   | The Old Dark House             | Universal Pictures | [ 10 ] |
| 1932 | 22 de desembre de 1932 | The Mummy                      | Universal Pictures | [ 32 ] |
| 1933 | 13 de novembre de 1933 | L'Home Invisible               | Universal Pictures | [ 33 ] |
| 1933 | 1 d'agost de 1933      | Moonlight and Pretzels         | Universal Pictures | [ 14 ] |
| 1934 | 7 de maig de 1934      | The Black Cat                  | Universal Pictures | [ 34 ] |
| 1935 | 20 d'abril de 1935     | La núvia de Frankenstein       | Universal Pictures | [ 35 ] |
| 1935 | 8 de juliol de 1935    | The Raven                      | Universal Pictures | [ 36 ] |
| 1936 | 20 de gener de 1936    | The Invisible Ray              | Universal Pictures | [ 37 ] |
| 1936 | 9 de març de 1936      | Love Before Breakfast          | Universal Pictures | [ 38 ] |
| 1936 | 13 de maig de 1936     | Dracula's Daughter             | Universal Pictures | [ 18 ] |
| 1936 | 6 de setembre de 1936  | My Man Godfrey                 | Universal Pictures | [ 39 ] |
| 1938 | 3 de juny de 1938      | Dones sospitoses               | Universal Pictures | [ 2 ]  |

### Galeria

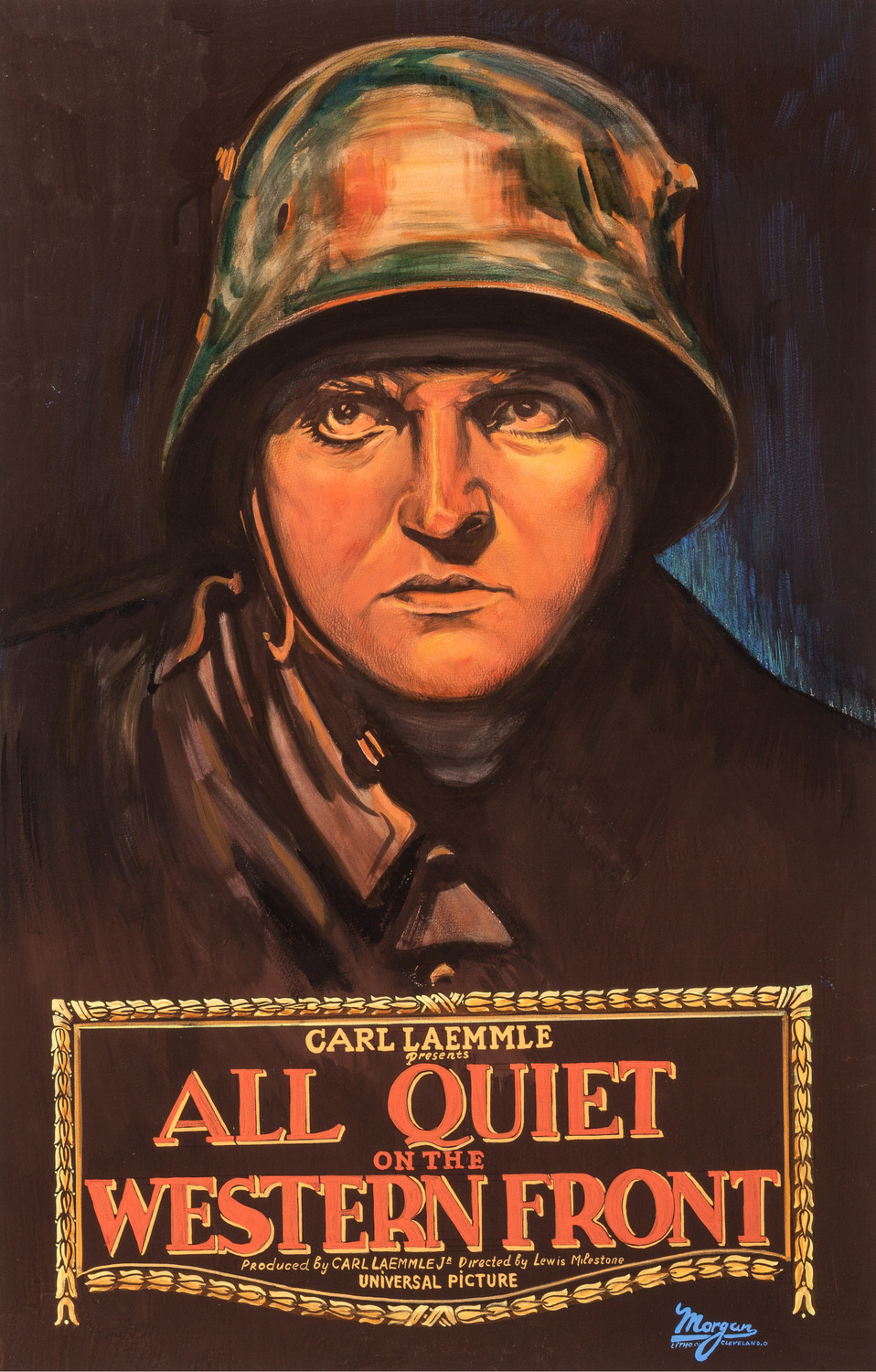
All Quiet on the Western Front (1930)[28][b]
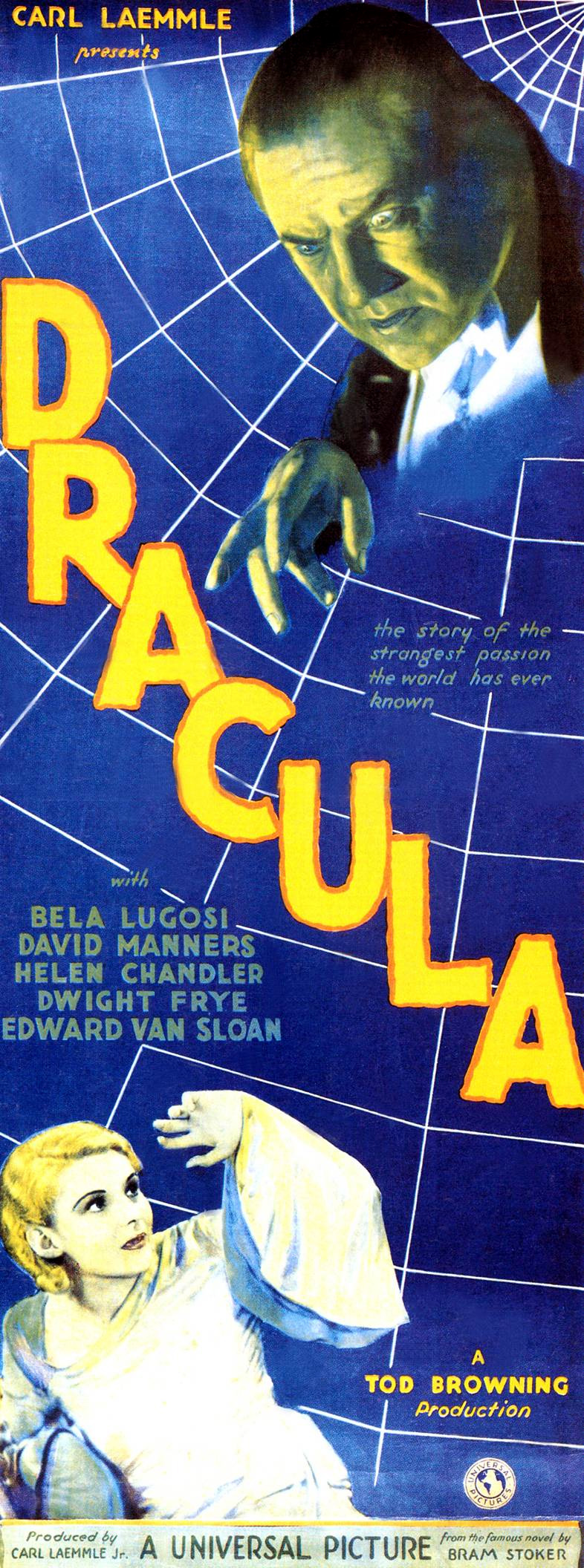
Dracula (1931) insert poster
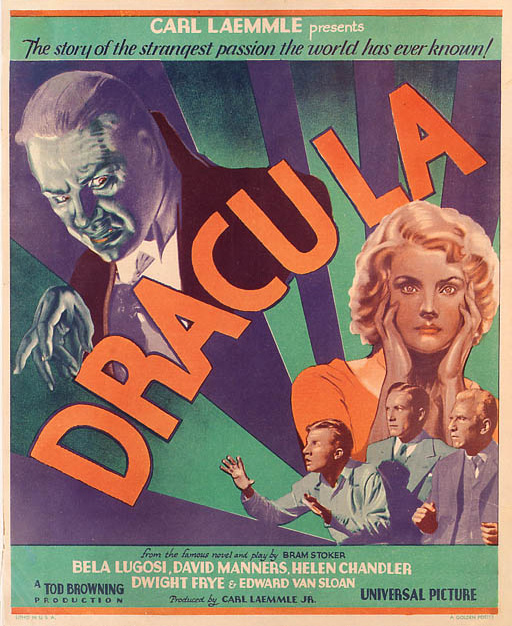
Dracula window card
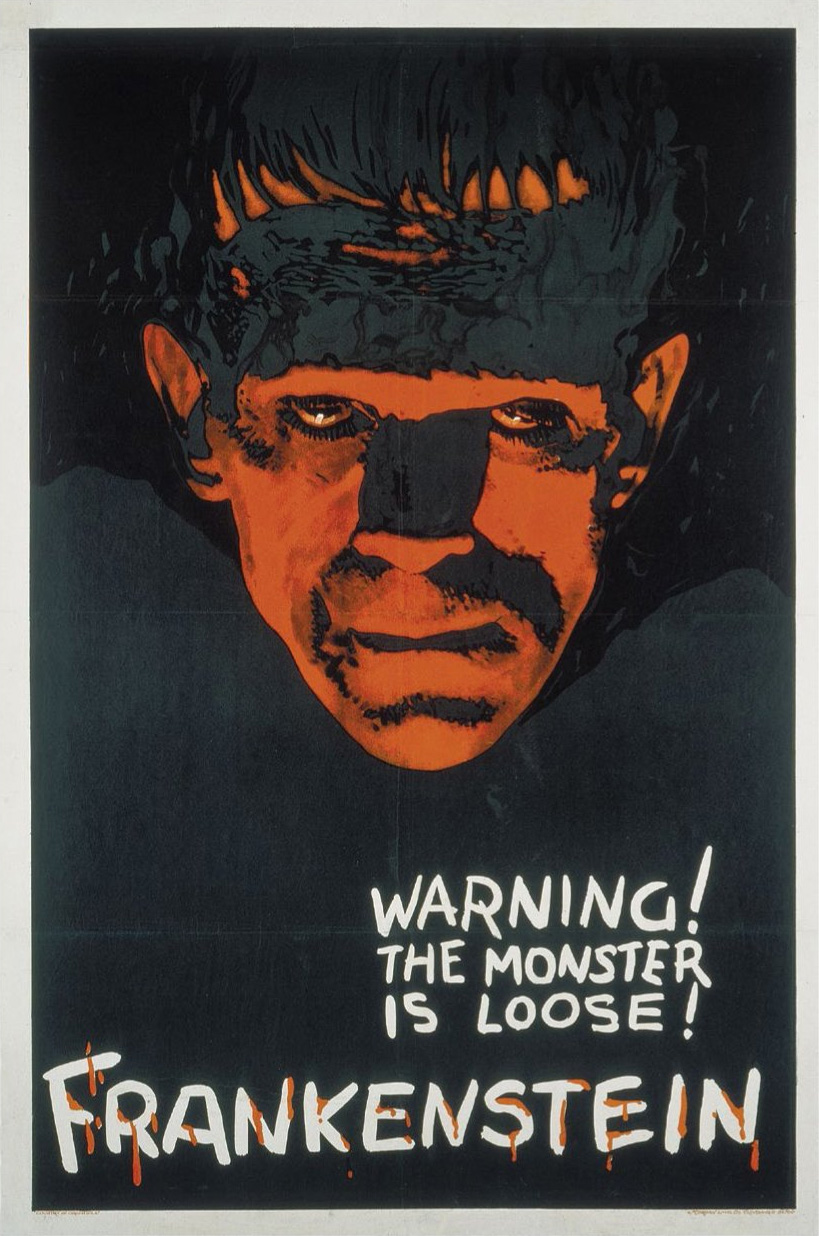
Frankenstein (1931), "Style B" teaser
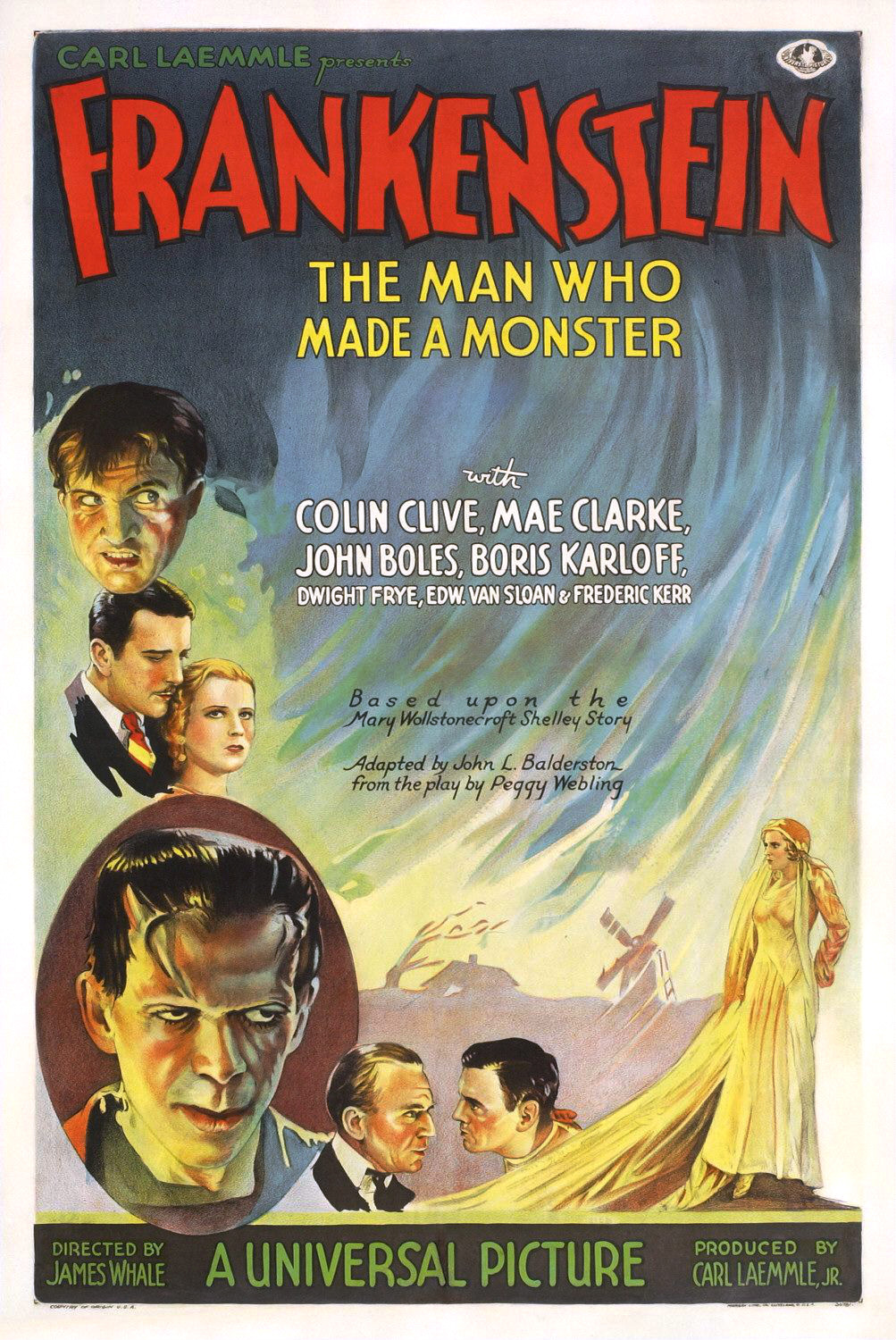
Frankenstein, "Style A"
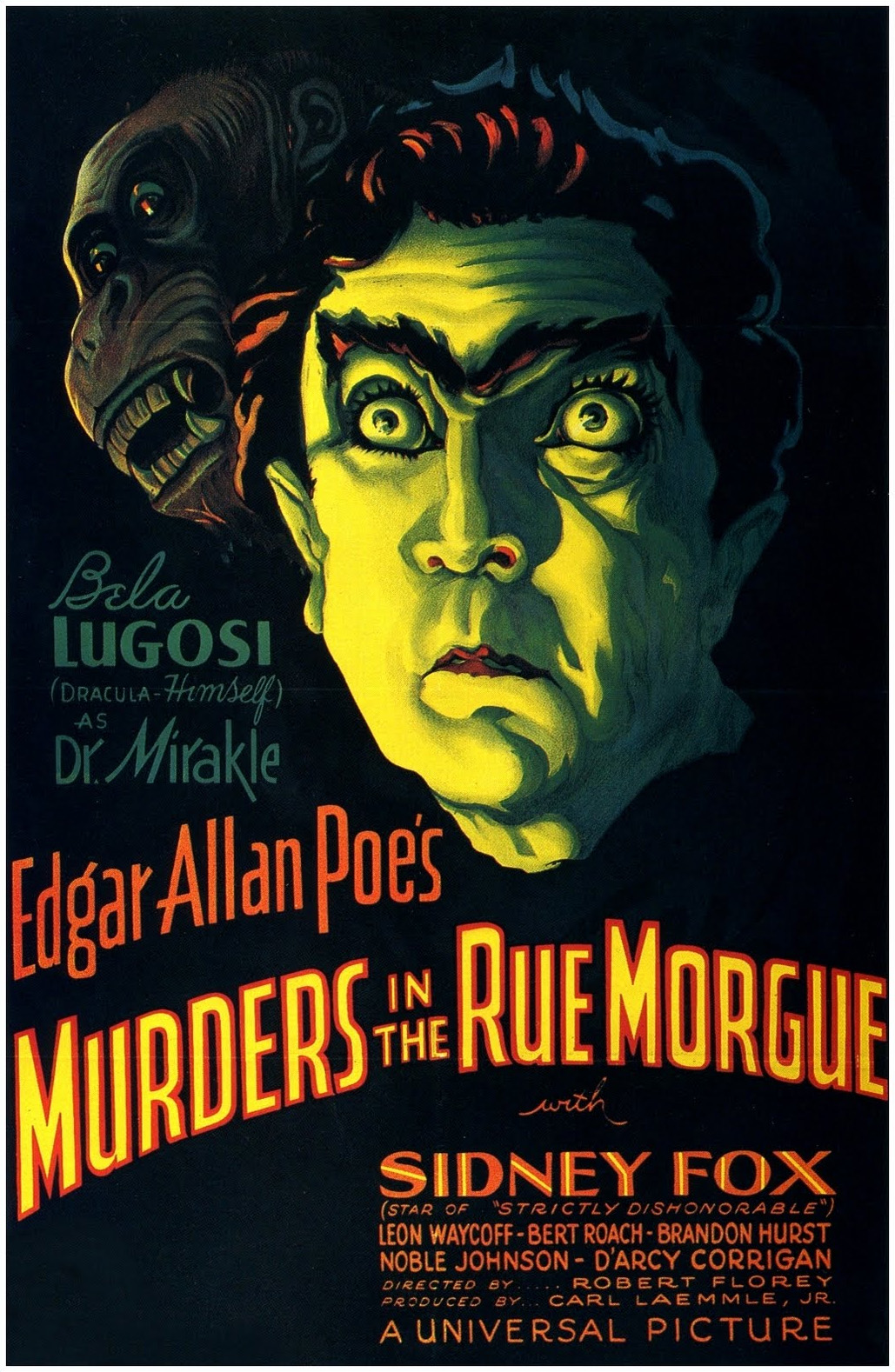
Murders in the Rue Morgue (1932)
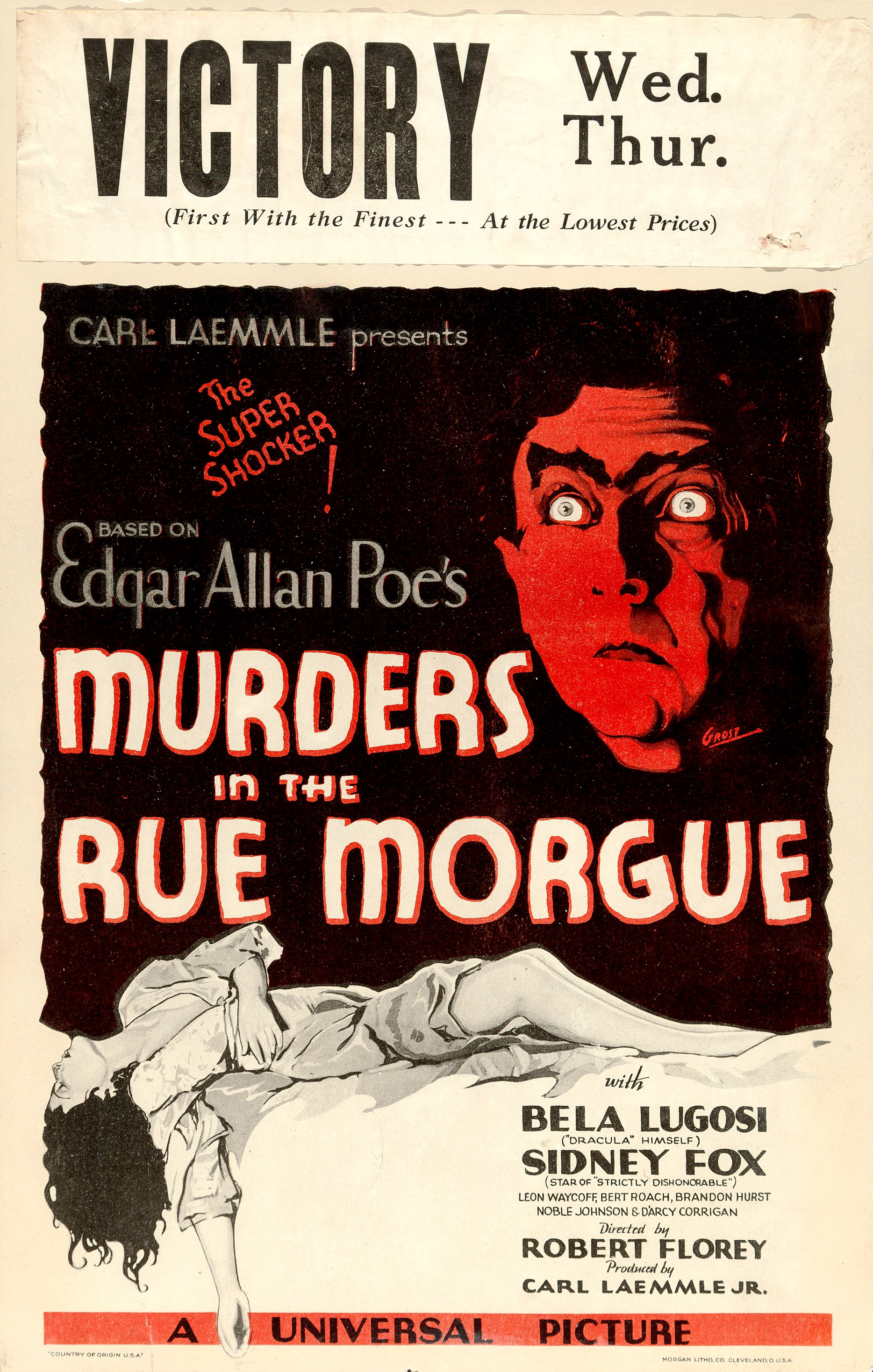
Murders in the Rue Morgue, window card
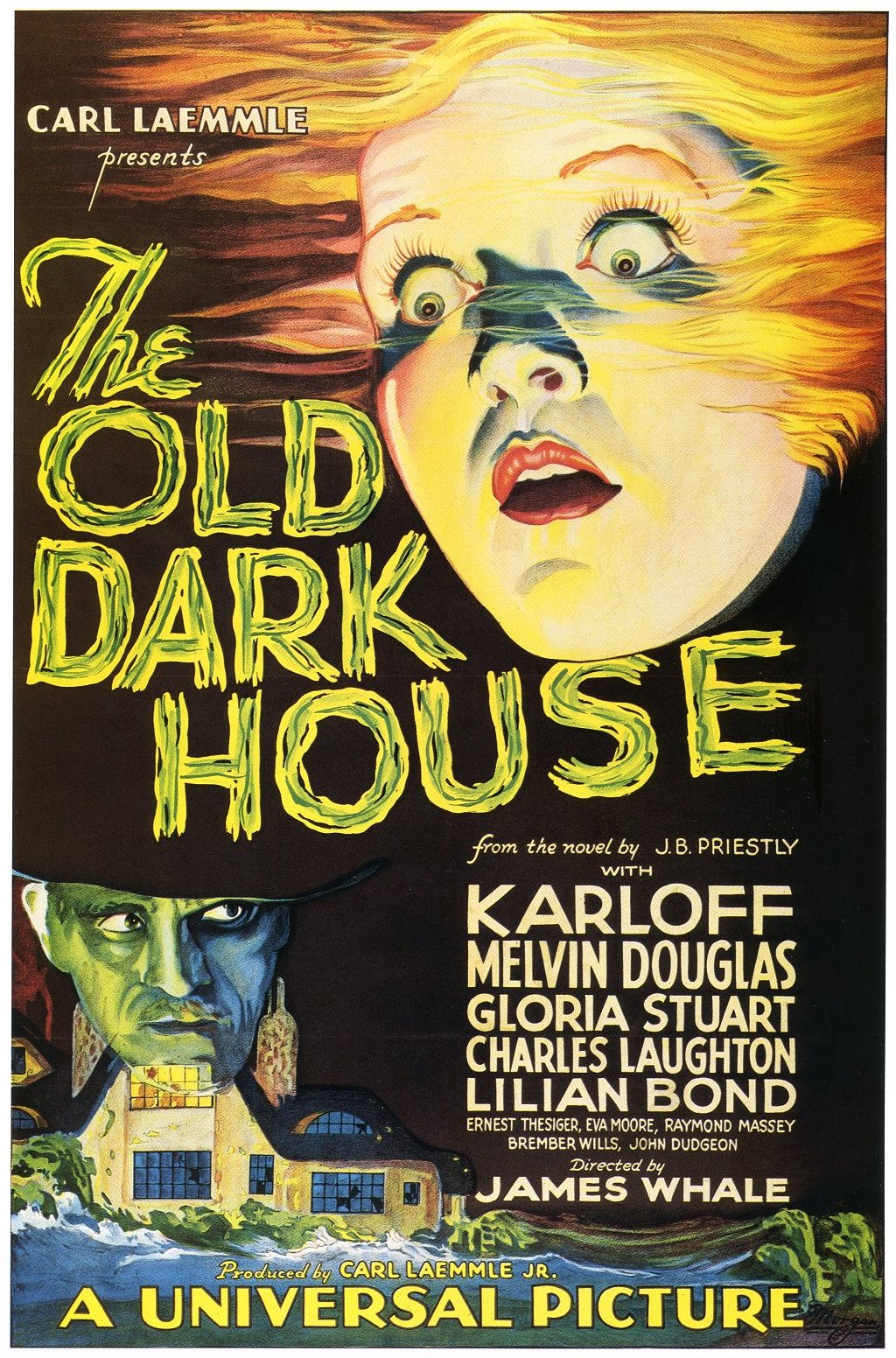
The Old Dark House (1932)
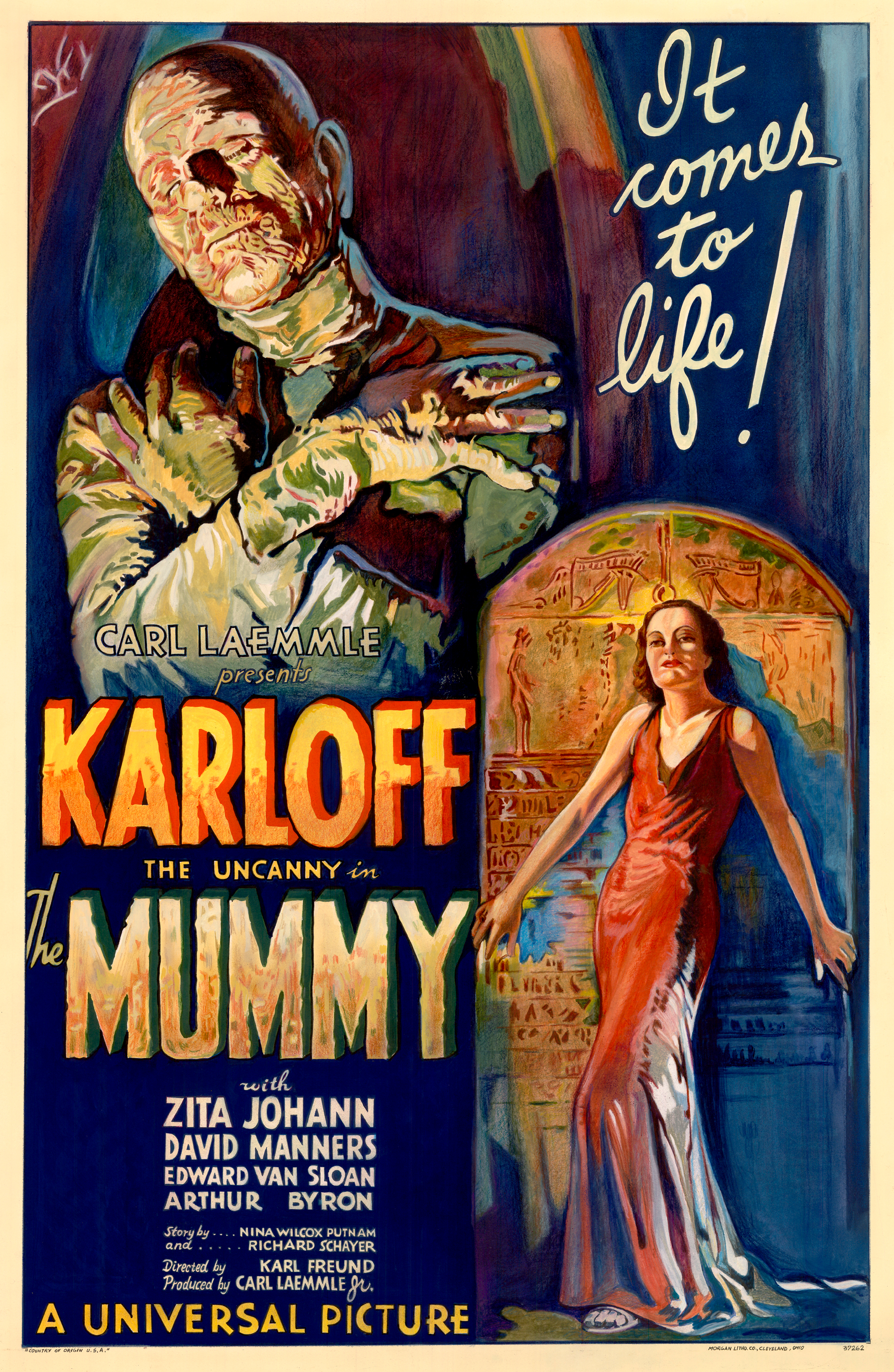
The Mummy (1932), one-sheet
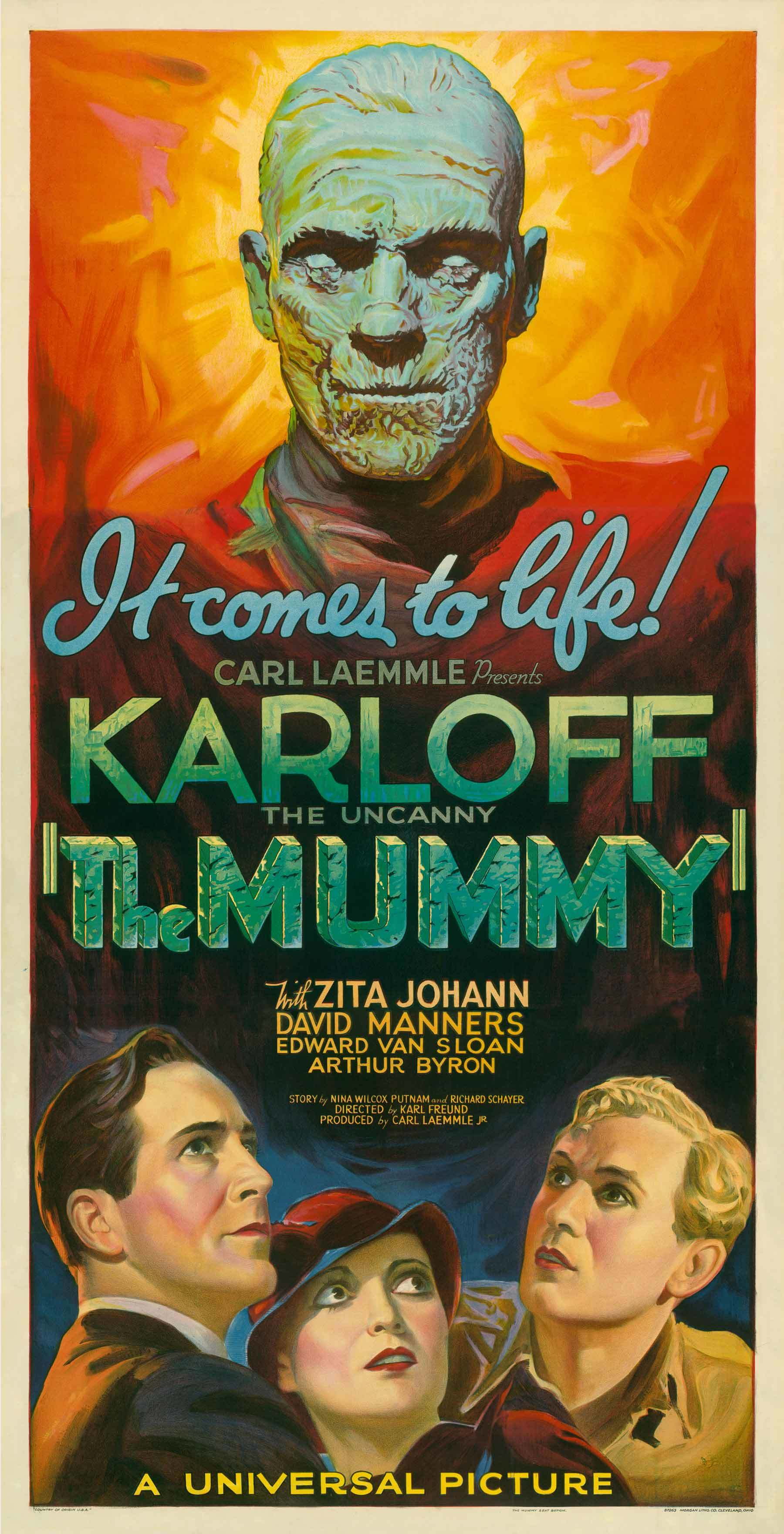
The Mummy, three-sheet
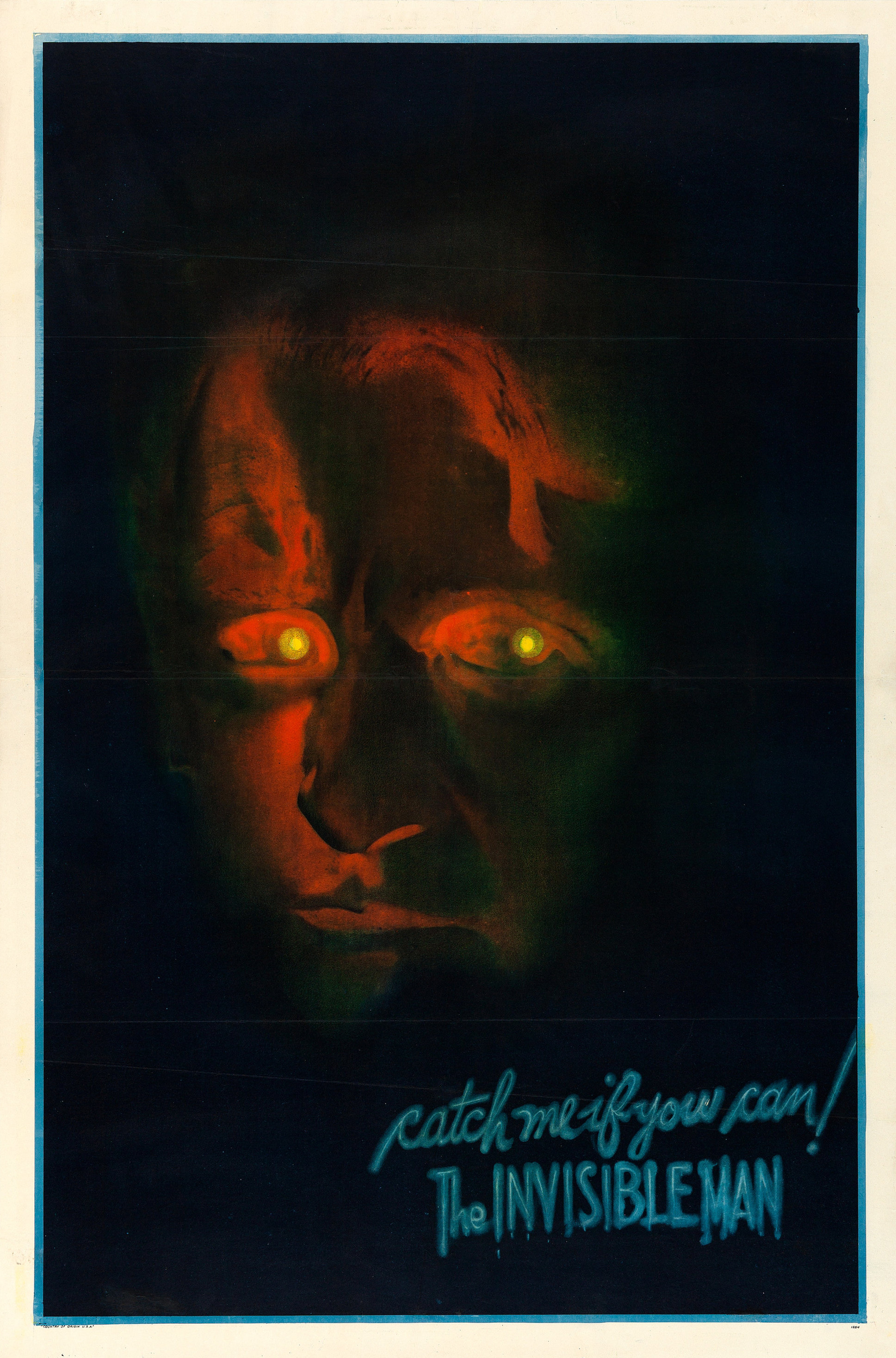
L'Home Invisible (1933), "Style A" teaser
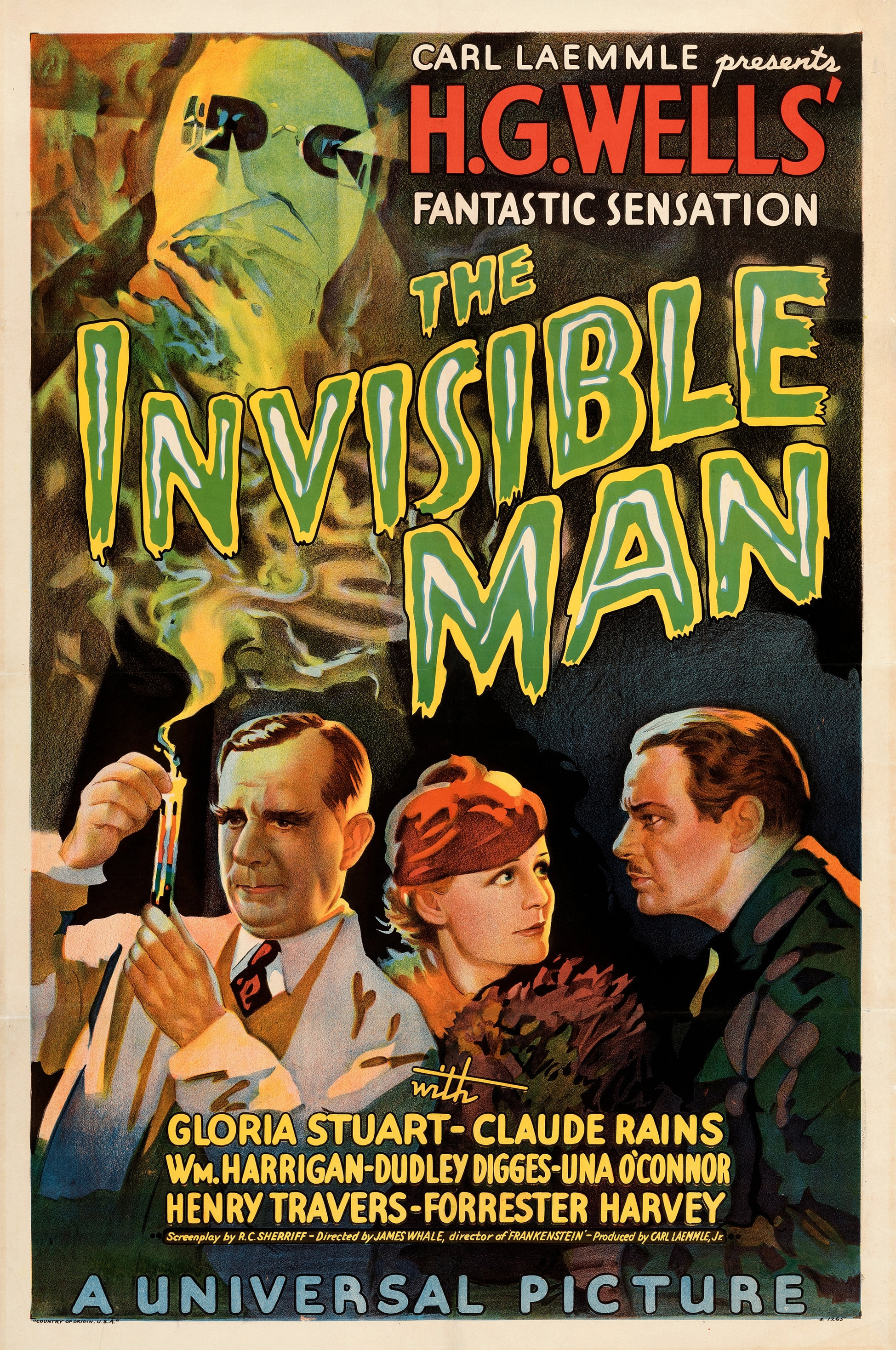
The Invisible Man, "Style B"
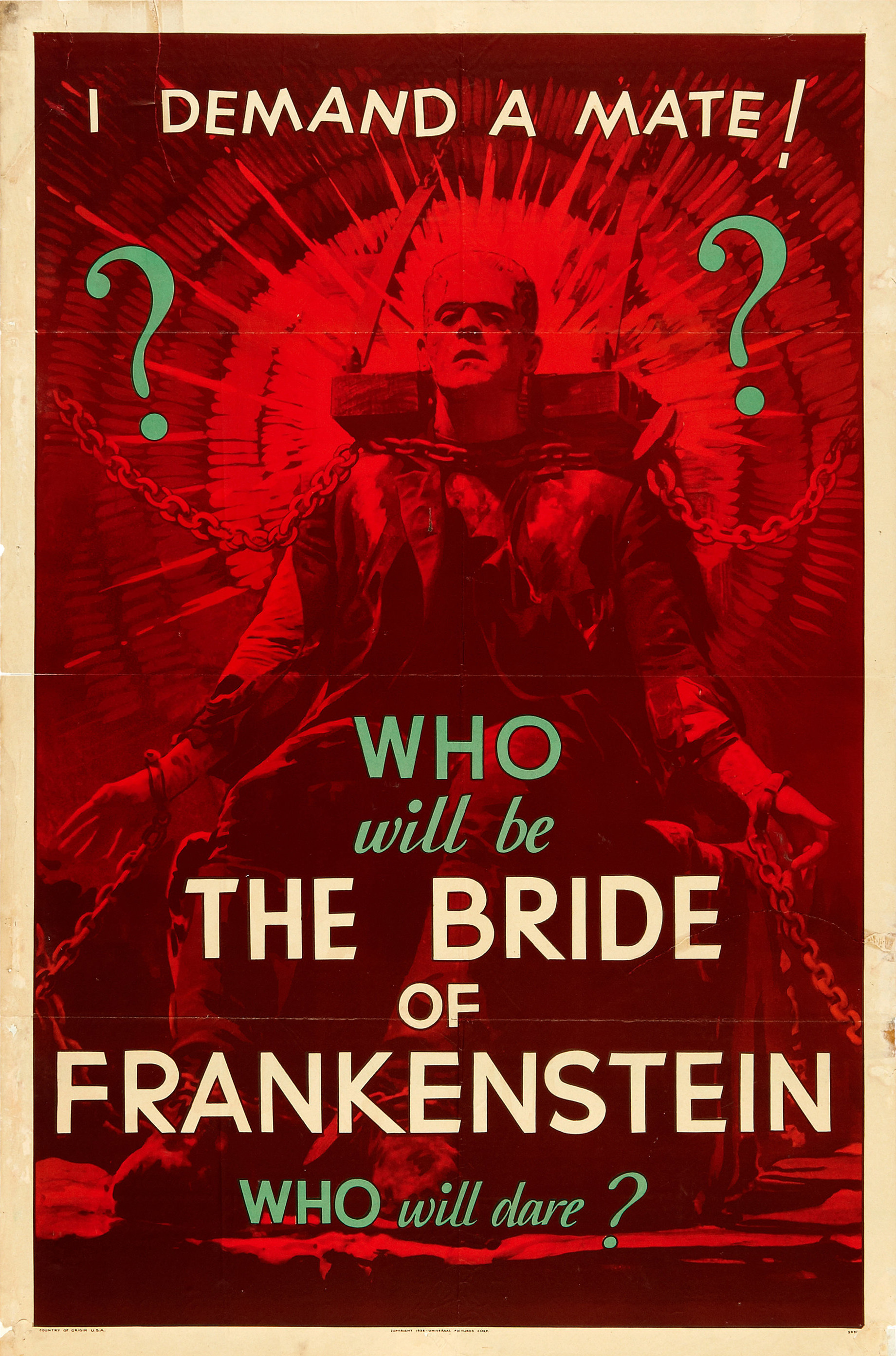
Bride of Frankenstein (1935), "Style E" teaser
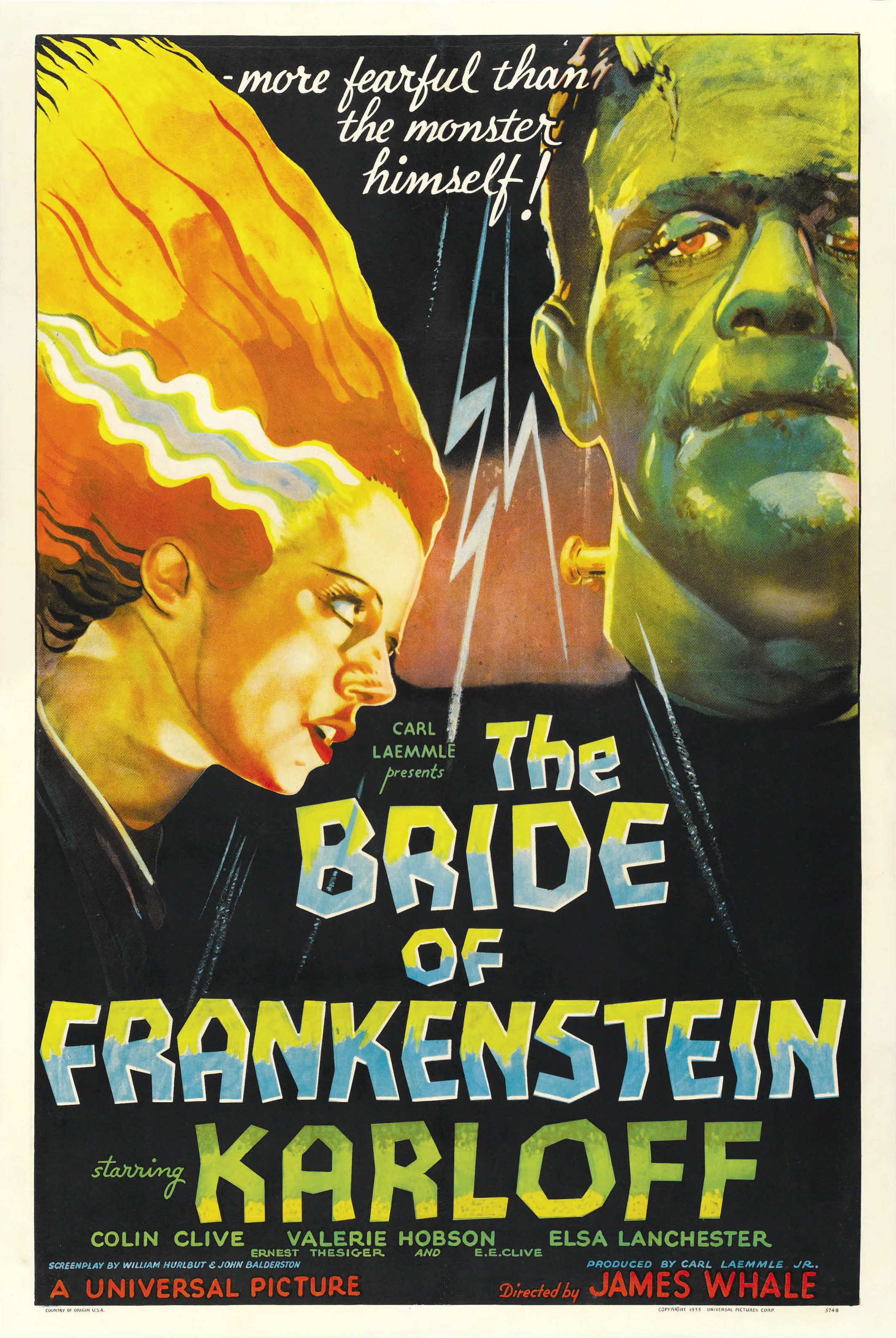
Bride of Frankenstein, "Style D"[46][b]
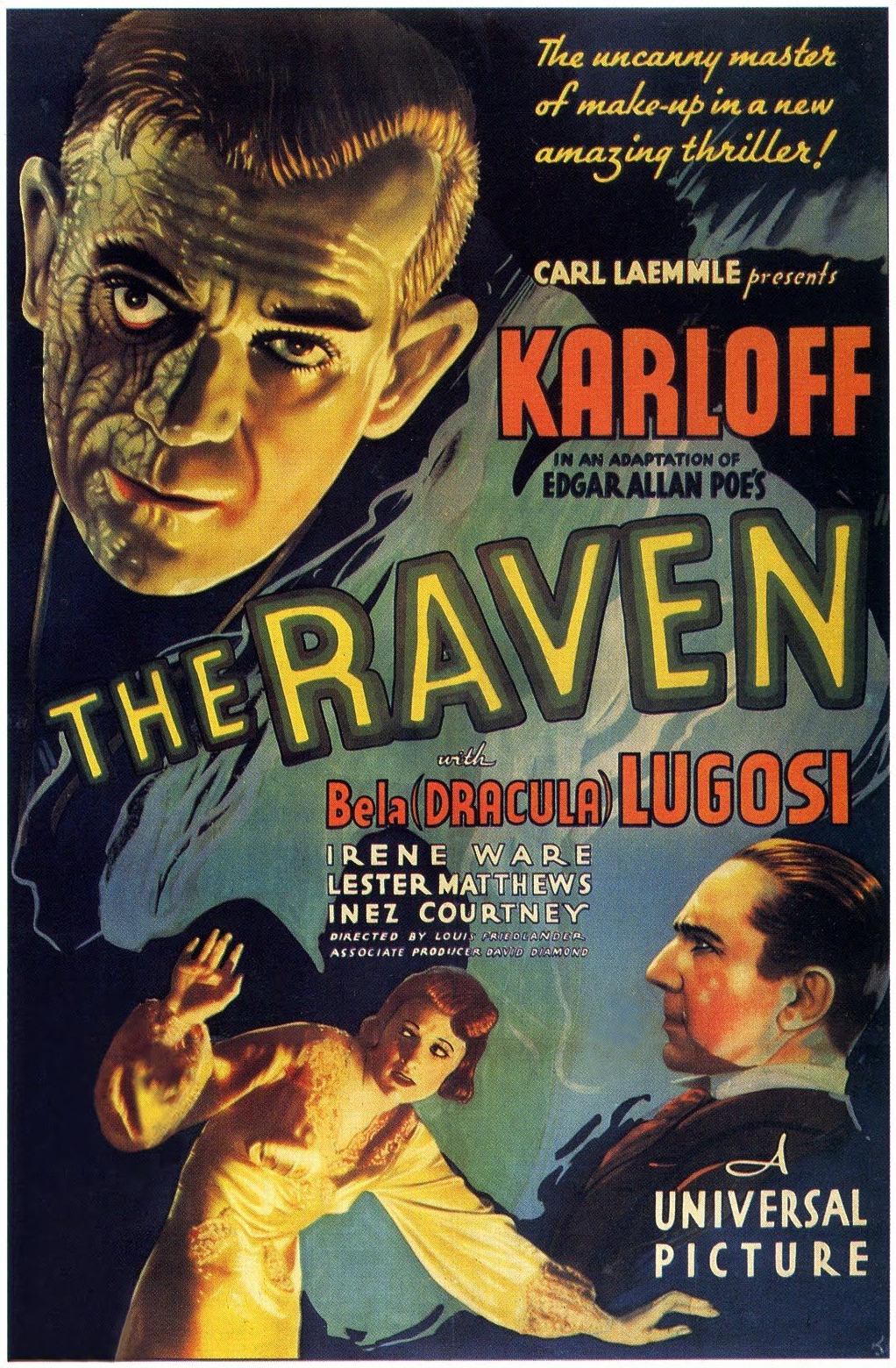
The Raven (1935)
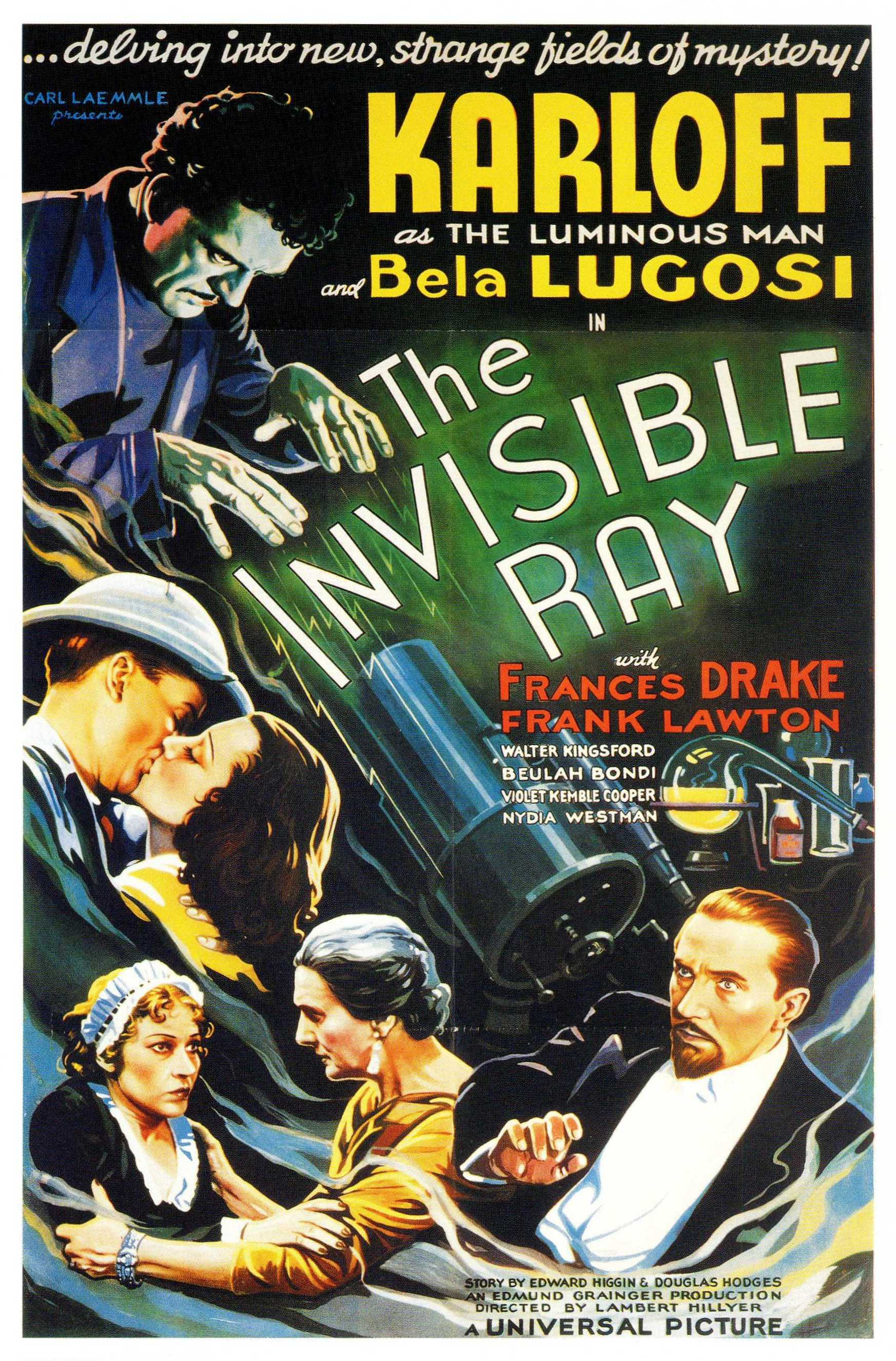
The Invisible Ray (1936)
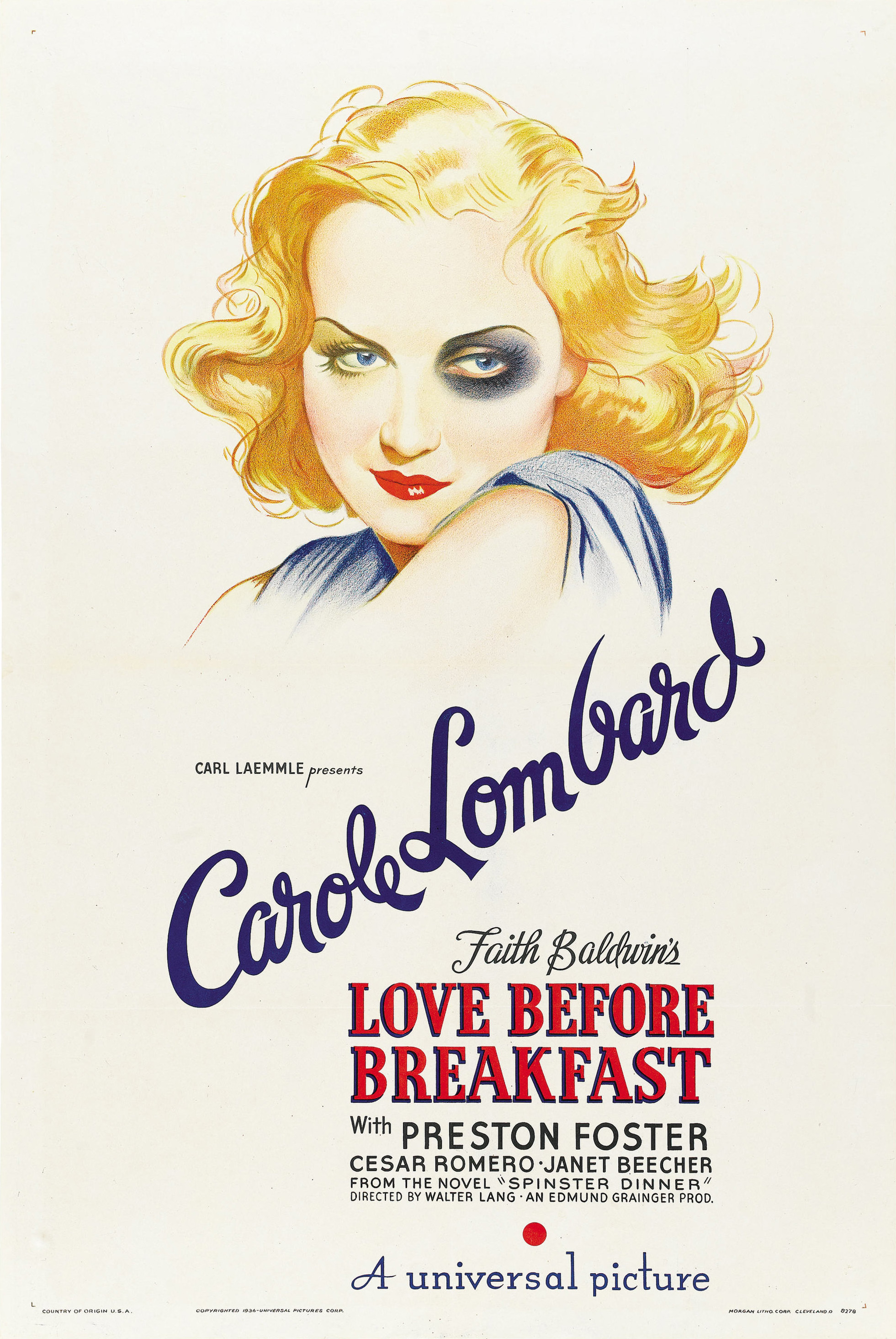
Love Before Breakfast (1936)[38][b]
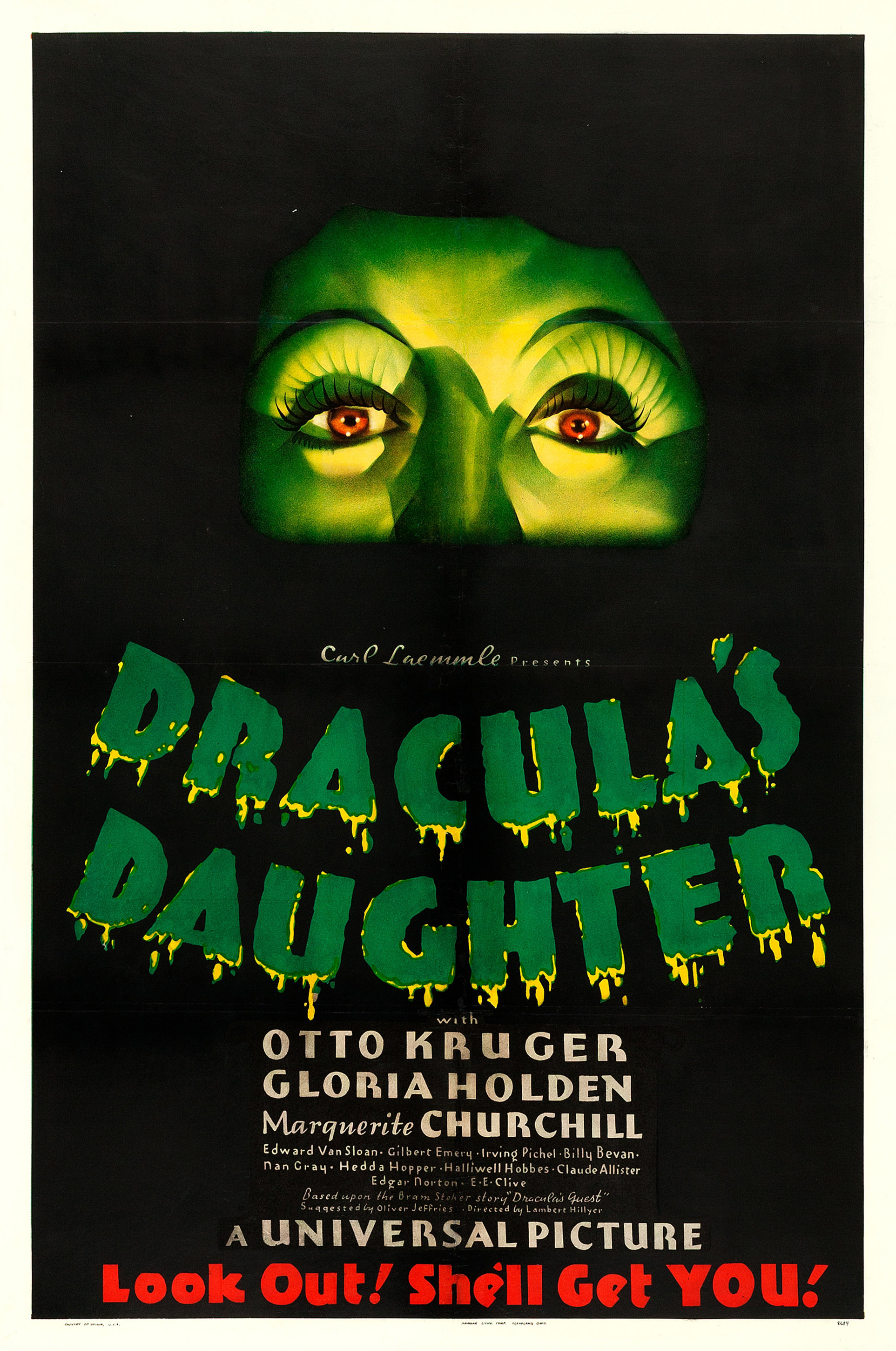
Dracula's Daughter (1936)
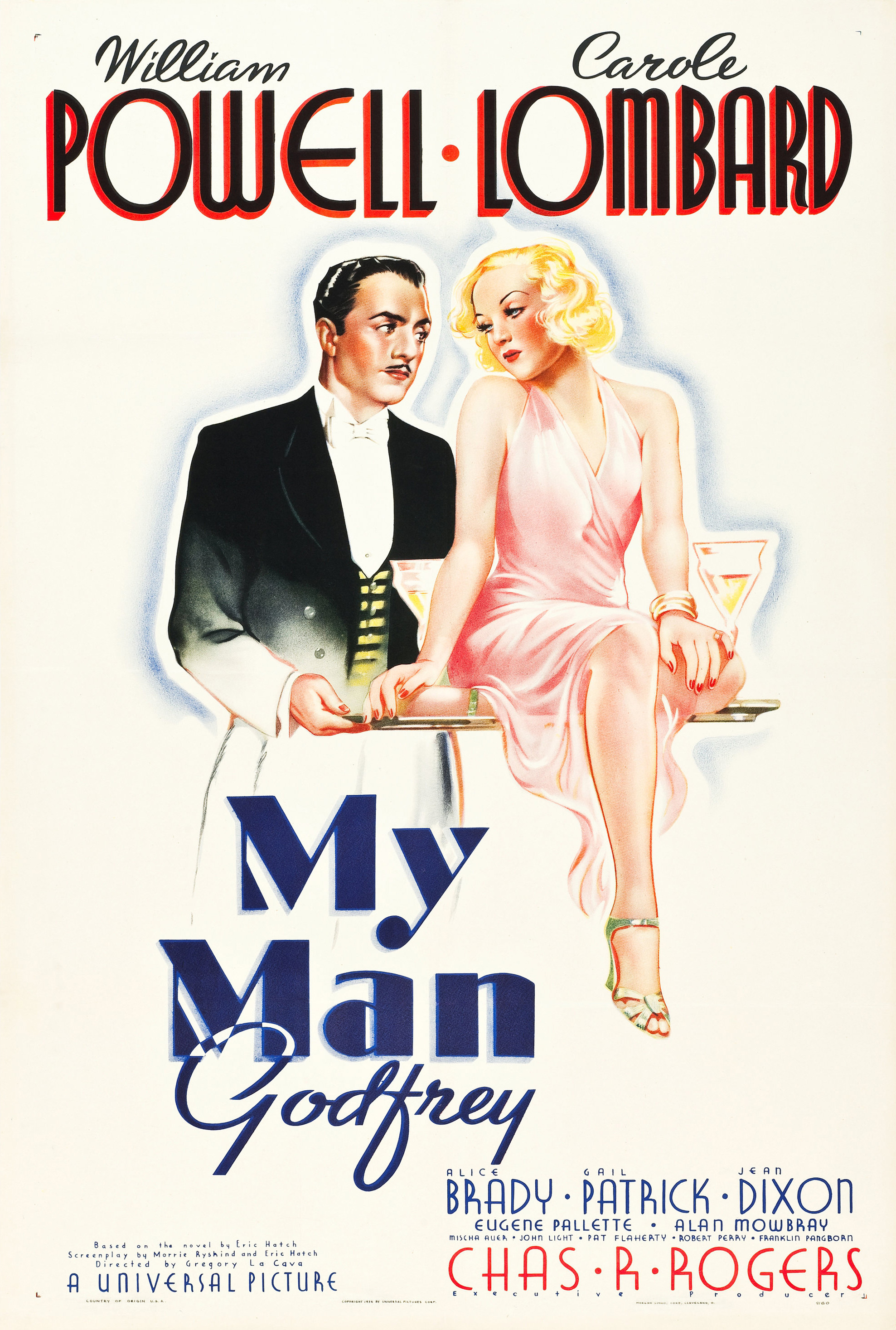
My Man Godfrey (1936), "Style C"
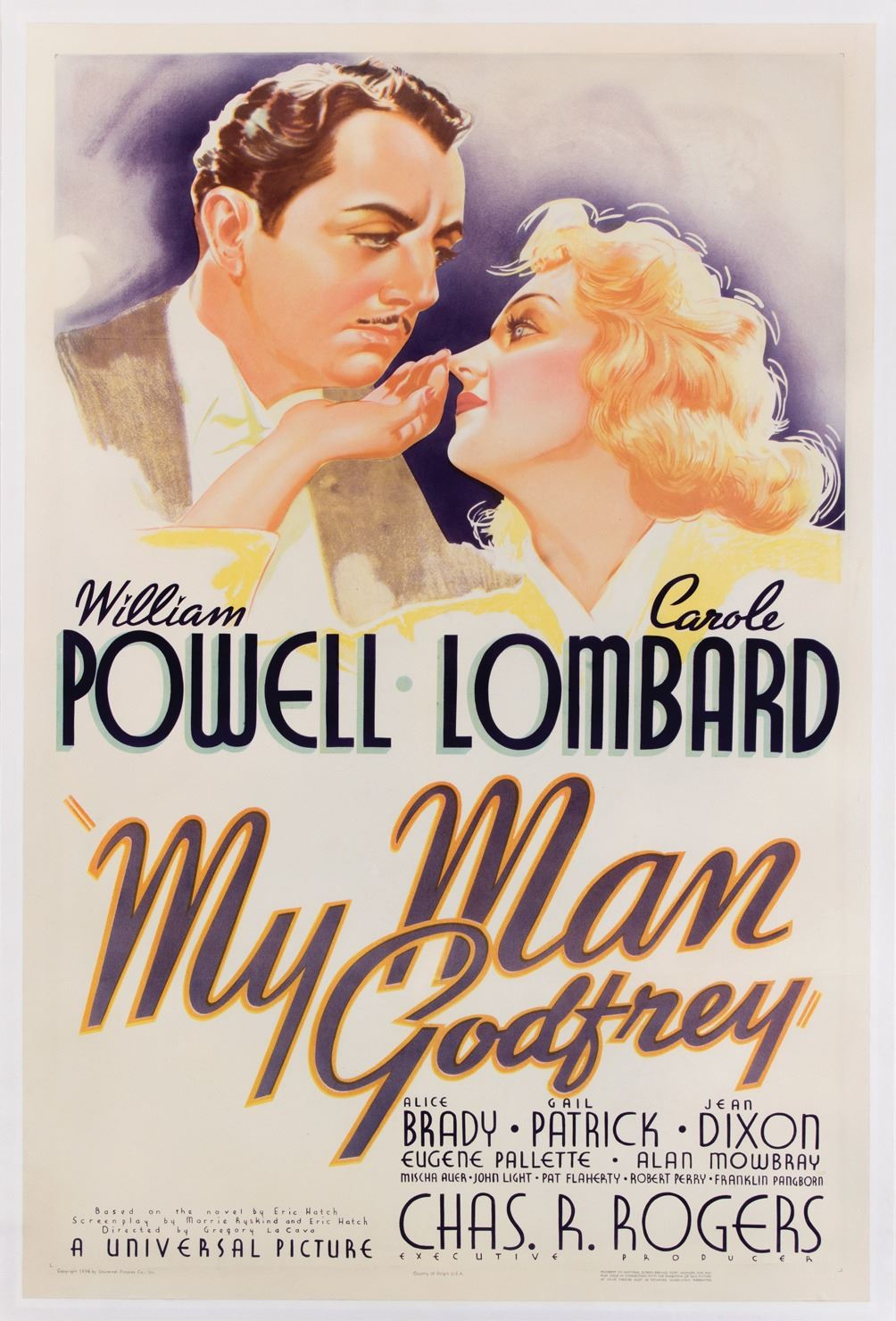
My Man Godfrey, "Style D"[47][b]
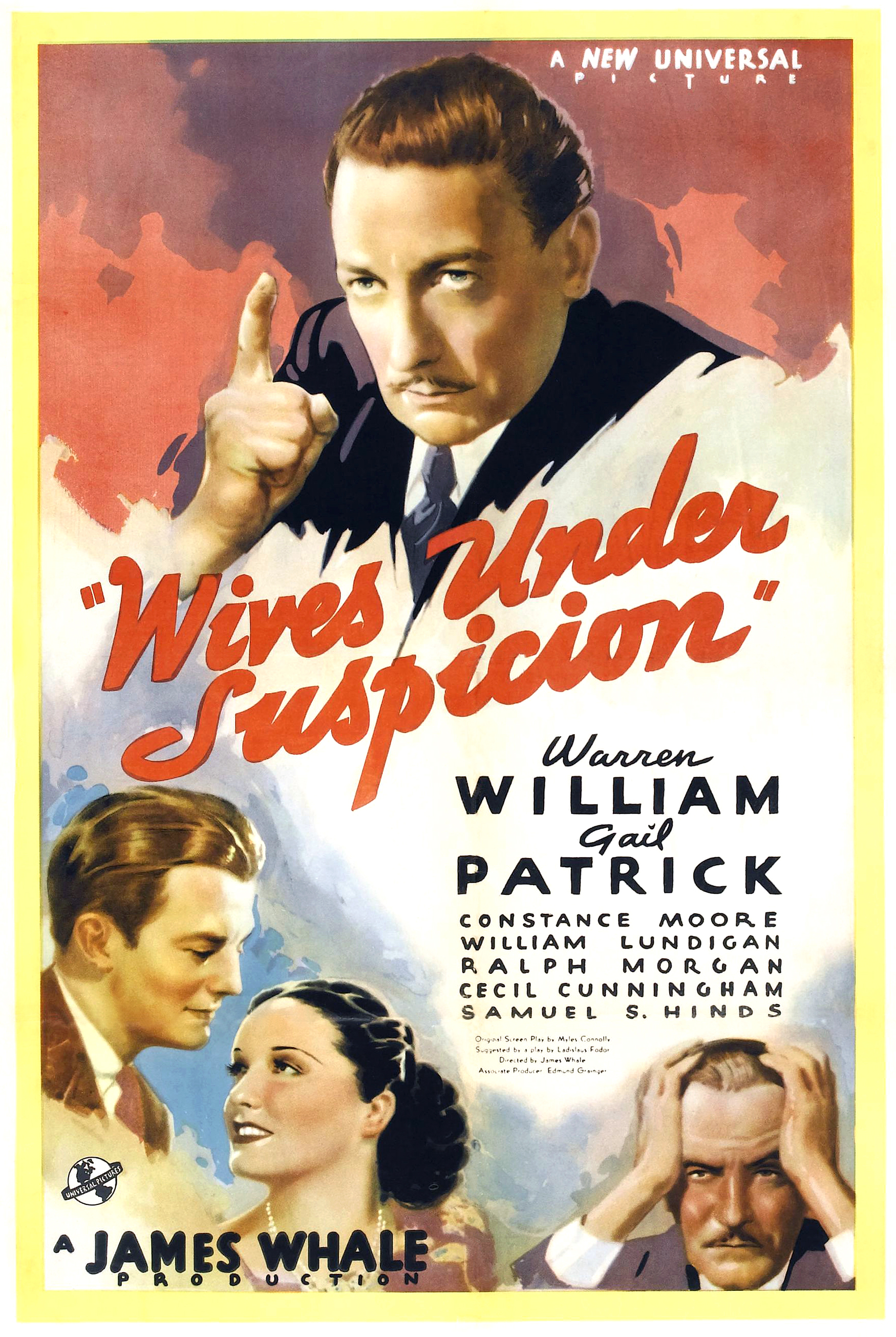
Dones sospitoses (1938)

## Valoració retrospectiva
Les il·lustracions de Grosz són ara elogiades per la seva qualitat artística i apreciades pels col·leccionistes, però no va ser així fins mig segle després que es fessin. En la seva època, els cartells de pel·lícules de litografia eren objectes efímers que es distribuïen a les sales de cinema i es disposaven després de l'exposició de la pel·lícula. Les còpies originals ben conservades són escasses; per exemple, només hi havia dues còpies conegudes del cartell d'un full de Grosz per a The Mummy fins al 2001, quan es va trobar una tercera en un garatge d'Arizona.
Segons els historiadors del cinema Stephen Rebello i Richard C. Allen, les il·lustracions acolorides i dramàtiques de Grosz "portaven ... un cert encant i perfecció gairebé ingènua" als "elements altament sensacionalistes dels clàssics dels directors Tod Browning i James Whale: criatures horroroses, heroïnes mig vestides, tombes sense segellar, metges bojos". En la seva estimació, el treball de Grosz en el gènere de terror només va ser igualat pel cartell de William Rose per a les pel·lícules B dels anys 40 produïdes per Val Lewton per a RKO Pictures, com ara La dona pantera (1942). L'historiador del cinema britànic Sim Branaghan va escriure que les "imaginacions salvatges" de Grosz van tenir una gran influència en el disseny de cartells al Regne Unit a partir dels anys 50, especialment pel que fa al mercat creixent de les pel·lícules d'explotació, ja que la censura cinematogràfica al Regne Unit va disminuir i les pel·lícules amb els temes madurs dirigits al públic adult es van fer més corrents.
Tony Nourmand i Graham Marsh van escriure que els pòsters de Grosz eren molt originals i sovint "tan llegendaris com les pròpies pel·lícules". Tot i que el seu estil artístic normalment s'ajustava als estàndards relativament conservadors de l'art comercial, van citar els seus cartells teaser per a Frankenstein i L'Home Invisible com a grans excepcions que segueixen sent "criminants", "avantguardistes" i "ultramoderns", fins i tot segons els estàndards contemporanis. El 2013, Nourmand va incloure el teaser de Frankenstein en un llibre que enumerava les seves opcions per als 100 pòsters de pel·lícules "essencials". L'American Film Institute va incloure almenys sis pòsters il·lustrats per Grosz a la seva llista de 2003 de "100 Years... 100 American Movie Poster Classics": The Mummy (núm. 4), L'home invisible (núm. 29), el teaser de Frankenstein (núm. 40), el teaser de The Invisible Man (núm. 69), Assassinats a la Rue Morgue (núm. 85), i la filla de Dràcula (núm. 88). La revista Premiere va classificar el cartell de The Mummy al núm. 15 a la seva llista del 2007 dels 25 millors pòsters de pel·lícules.

Kirk Hammett, el guitarrista principal de Metallica i un prolífic col·leccionista de records de terror, va nomenar a Grosz el seu cartellista favorit.
Hammett va comparar el cartell del teaser de Frankenstein amb un "retrat d'Andy Warhol tornat malvat" i, "en essència, un exemple sorprenent d'art pop, 30 anys abans que existís aquest terme i moviment". Des de 1995, posseeix una guitarra elèctrica ESP KH-2 personalitzada pintada amb un disseny de tres fulls de la Mummy de Grosz.
L'art de Grosz s'ha exposat en galeries. A l'exposició de 1999 "The American Century: Art and Culture 1900–2000" al Whitney Museum of American Art es va presentar un pòster d'un full per a The Mummy. Una exposició itinerant de records de terror de la col·lecció de Hammett, amb diverses peces de Grosz, es va estrenar el 2017 al Museu Peabody Essex de Salem, Massachusetts, abans de continuar al Museu Reial d'Ontario a Toronto i al Museu d'Art de Columbia. L'alta valoració de la seva obra li va portar un reconeixement pòstum a la seva Hongria natal com un destacat artista hongarès que va viure a l'estranger.

### Valoració

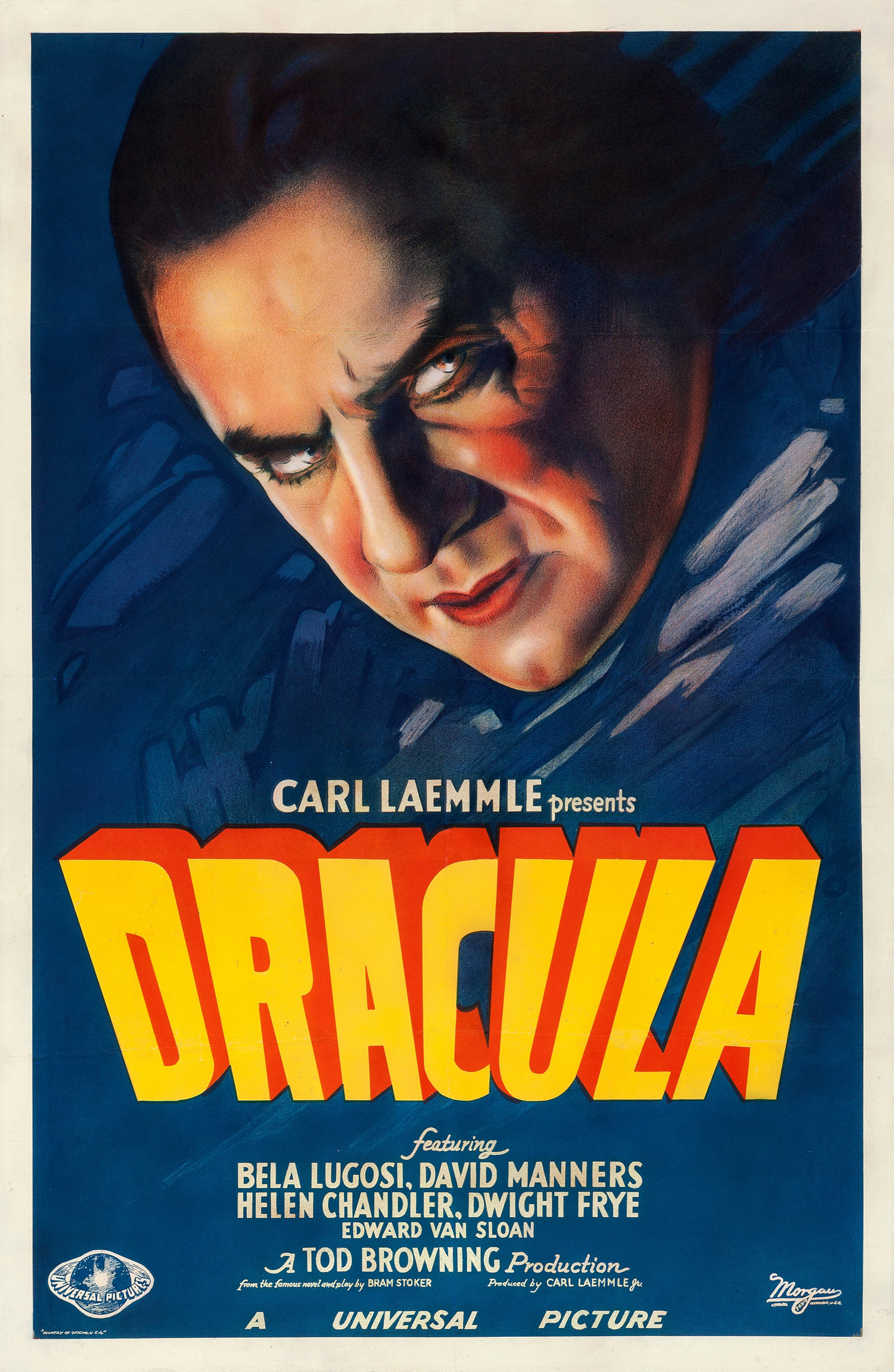
El full d'"Estil A" per a Dràcula va encapçalar la llista de cartells de pel·lícules més cars el 2017. El seu il·lustrador és desconegut, però Grosz va ser director d'art de la campanya publicitària de la pel·lícula.

El mercat de l'art de gamma alta generalment va excloure els records cinematogràfics fins a finals dels anys vuitanta. Des d'aleshores, les còpies originals dels dissenys de cartells de Grosz han estat molt valorades a la subhasta. A partir del 2012, sis dels deu pòsters de pel·lícules més cars del món s'havien produït per a pel·lícules de terror d'Universal sota la seva direcció artística. També és l'artista més representat d'una llista molt més llarga mantinguda pel lloc web LearnAboutMoviePosters (LAMP), que s'actualitza periòdicament per incloure cada venda coneguda d'un cartell de pel·lícula per 20.000 dòlars o més.
Dos pòsters il·lustrats per Grosz han establert el rècord de cartell de pel·lícula més car en subhasta. En una subhasta d'octubre de 1993, un cartell de Frankenstein es va vendre a una subhasta per 198.000 dòlars (equivalent to $371,000 el 2021), duplicant l'estimació prèvia a la venda i gairebé triplicant el preu rècord anterior. El març de 1997, Sotheby's va vendre una còpia original del full per a The Mummy per 453.000 dòlars (equivalent to $765,000 el 2021). La venda va superar no només el rècord anterior de Grosz, sinó també el preu més alt assolit llavors per un cartell modernista del pintor francès Henri de Toulouse-Lautrec; com a resultat, The Mummy no només es va convertir en el cartell més car de la publicitat cinematogràfica, sinó possiblement en totes les belles arts. Tot i que el nom de Grosz havia estat en gran manera desconegut abans de la venda de The Mummy, fins i tot entre els col·leccionistes de gamma alta, altres exemples dels seus cartells van augmentar de manera espectacular poc després. Will Bennett, de The Daily Telegraph, va dir que "el nom que busquen els col·leccionistes és Karoly Grosz", tot i que va assenyalar que el preu de venda de la Mummy excepcionalment alt, equivalent a "una pintura decent de Gainsborough", "era considerat com un estranya baralla entre dos col·leccionistes".
El rècord de subhasta de The Mummy es va batre el 2014 per un cartell de la pel·lícula de 1927 London After Midnight. Una litografia original de Dràcula va tornar a establir el rècord el 2017 amb un preu de venda de 525.800 dòlars; mentre que l'il·lustrador no estava identificat, Grosz va ser el responsable de la direcció artística de la campanya de cartells de la pel·lícula en el seu conjunt. El 2018, s'esperava que una altra còpia del cartell de The Mummy recuperés el rècord amb un valor estimat de vendes de fins a 1,5 milions de dòlars però no es va vendre donat que cap oferta va assolir el mínim de 950.000 dòlars abans de la data límit del 31 d'octubre.

### Revistes i fonts web
- Anon. «Karoly Grosz in the Nova York, State Census, 1925», n.d..
- Anon. «Keroly [sic Grosz in the 1930 United States Federal Census]», n.d..
- Anon. «'Mummy' Costs $453,000». The New York Times. Associated Press, 02-03-1997.
- Anon. «AFI Top 100 Movie Posters [# 1–# 50]» p. 1.   MovieGoods.com, 2007. Arxivat de l'original el 11 març 2007.
- Anon. «AFI Top 100 Movie Posters [# 51–# 100]» p. 2.   MovieGoods.com, 2007. Arxivat de l'original el 15 març 2007.
- Anon. «My Man Godfrey (Universal, 1936). One Sheet (27" × 41") Style C. | Lot #87029».  Heritage Auctions, 25-07-2015. Arxivat de l'original el 6 març 2020.
- Anon. «The Mummy Film Poster | Single Lot».  Sotheby's, 2018. Arxivat de l'original el 5 març 2020.
- Bailey, Jonathan. «How Universal Re-Copyrighted Frankenstein's Monster», 24-10-2011. Arxivat de l'original el 11 gener 2020.
- Barry, Rebecca Rego. «Metallica Guitarist's Horror and Sci-Fi Posters on View», 16-07-2019. Arxivat de l'original el 4 agost 2019.
- Bennett, Will «Object of the week». The Daily Telegraph, 21-09-1998, p. 19.
- Burgess, Anika. «Peer Into the Horror That Is Kirk Hammett's Movie Poster Collection», 04-08-2017. Arxivat de l'original el 1 novembre 2019.
- Couch, Aaron. «Could Rare 'Mummy' Poster Fetch $1 Million at Auction?», 11-10-2018. Arxivat de l'original el 11 octubre 2018.
- «Preferred Display Is Attractive». The Moving Picture World. Chalmers Publishing Company [Nova York], 64, 22-09-1923, pàg. 360.
- «Greetings and Congratulations to Carl Laemmle from the Home Office Staff». The Film Daily. Wid's Films and Film Folks, Inc. [Nova York], 28-02-1926, p. 110–111.
- Della Cava, Marco R. (April 1, 2011). «Leisure: Emotion Pictures». Robb Report (Los Angeles: Penske Media Corporation). Arxivat de l'original el March 5, 2020.
- Dirks, Tim. «100 Greatest American Film Poster Classics».  AMC Networks, n.d.. Arxivat de l'original el 8 gener 2020.
- Gregory, Conal «Answer the collect call». The Times, 24-10-1998.
- Grimm, Ben H. «With the Advertising Brains: A Weekly Discussion of the New, Unusual, and Novel in Promotion Aids». The Moving Picture World. Chalmers Publishing Company [Nova York], 64, 22-09-1923, pàg. 340–342.
- «Can You Solve This One?». Universal Weekly. Motion Picture Weekly Co. [Nova York], 23-08-1924, p. 29.
- Hammett, Kirk (July 31, 2017). «Exclusive: Metallica's Kirk Hammett Talks Movie Posters, His New Book, and More!». Dread Central. Arxivat de l'original el December 6, 2019.
- ——— (July 31, 2017). Kirk Hammett calls his legendary 'Greeny' Les Paul a 'guitar of the people'. Cosmo Music  – via YouTube.
- Hamvay, Péter «A filmplakát aranykora» (en hongarès). Népszava [Budapest], 13-04-2004.
- Harman, John N. «Legal Notice». The Tablet [Brooklyn], 14-08-1937, p. 15.
- Hoffman, Jordan. «The Mummy: the story of the world's most expensive movie poster». The Guardian, 15-10-2018. Arxivat de l'original el 15 octubre 2018.
- Jankó, Judit «Mennyit ér az utca hírmondója?» (en hungarès). Napi Gazdaság [Budapest], 18-04-2004.
- Jansen, Wim (October–November 2016). «Het koppie erbij houden» [Keeping a Clear Head]. Schokkend Nieuws (en Dutch, English) (122): 45. Arxivat de l'original el June 28, 2017  – via Movie-Ink.com.
- «Teaser One-Sheet for 'April Showers'». Motion Picture News [Nova York], 28, 15-09-1923, pàg. 1343.
- «'April Showers' Boasts Unusual Posters». Motion Picture News [Nova York], 28, 22-09-1923, pàg. 1462.
- King, Susan. «Movies – A Record». Los Angeles Times, 19-10-1993. Arxivat de l'original el 3 març 2020.
- LeDuff, Charlie. «Bird Made Him a Sleuth». The New York Times, 29-06-1997. Arxivat de l'original el 30 novembre 2018.
- Luca, Dustin. «Kirk Hammett's favorite posters». The Salem News.  CNHI, 16-08-2017. Arxivat de l'original el 28 febrer 2020.
- Michaud, Chris. «'Mummy' film poster, expected to fetch record, fails to sell at auction».  Reuters, 31-10-2018. Arxivat de l'original el 1 novembre 2018.
- ; Poole, Susan«LAMP Post: Film Accessory News», 01-08-2016. Arxivat de l'original el 31 març 2017.
- «LAMP Presents the Top Selling List: the most expensive movie posters on record», 01-03-2020. Arxivat de l'original el 17 abril 2020. [Consulta: 17 abril 2020].
- «LAMP Presents the Top Selling List - Part 2: the most expensive movie posters on record», 01-03-2020. Arxivat de l'original el 17 abril 2020. [Consulta: 17 abril 2020].
- Premiere staff. «The 25 Best Movie Posters Ever | 15. The Mummy».  Nova York:  Hachette Filipacchi Media U.S., 01-03-2007. Arxivat de l'original el 19 juliol 2008. [Consulta: 7 març 2020].
- Pulver, Andrew. «The 10 most expensive film posters – in pictures». The Guardian, 14-03-2012. Arxivat de l'original el 13 febrer 2020.
- «Jerome Beatty Heads Lichtman Advertising». Exhibitors Herald. Quigley Publishing [Chicago], 16, 19-05-1923, pàg. 32.
- «Souvenir Program – Universal Pictures Corporation, New York: 1927». Uncle Tom's Cabin & American Culture.  Charlottesville:  University of Virginia, n.d.. Arxivat de l'original el 30 abril 2017.
- Scapelliti, Christopher. «Kirk Hammett: Five Things We Learned from His Ernie Ball 'String Theory' Clip», 11-10-2016. Arxivat de l'original el 14 abril 2020.
- Siegel, Ed. «5 Things to Do This Weekend: A Metallica God and His Monster Collection to a Reimagined Joni Mitchell».  Boston:  WBUR-FM, 17-08-2017. Arxivat de l'original el 17 agost 2017.
- Spedon, Sam «Keeping in Personal Touch». The Moving Picture World. Chalmers Publishing Company [Nova York], 06-11-1920, p. 40.
- Tudor, Lucia-Alexandra «Edgar Allan Poe on the Silver Screen». Romanian Journal of Artistic Creativity, 2, Hivern 2014.[Enllaç no actiu]
- Walne, Toby. «Poster Maker».  Londres:  Campden Wealth, 26-02-2012. Arxivat de l'original el 30 gener 2013.
- Windsor, John. «Personal finance: Film posters hit the big time». The Independent, 15-08-1998. Arxivat de l'original el 31 gener 2014.